# Storia della matematica

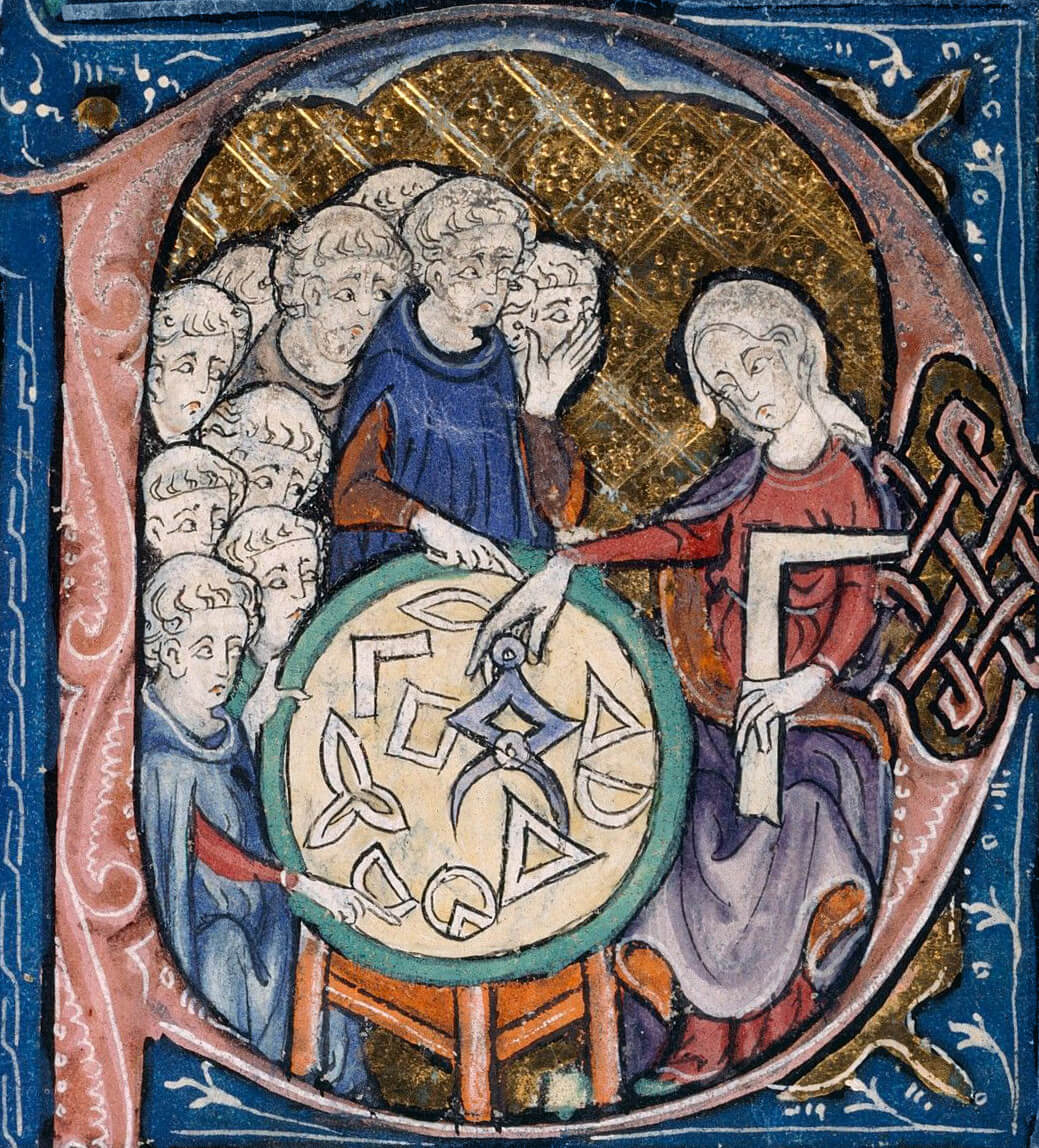
Illustrazione degli Elementi di Euclide. Una figura magistrale femminile, probabilmente allegorica, munita di squadra e compasso, insegna la geometria a dei discepoli (1309-1316 circa).

La storia della matematica ha origine con il concetto di numero e con le prime scoperte matematiche, proseguendo attraverso l'evoluzione nel corso dei secoli dei propri metodi e delle notazioni matematiche il cui uso si sussegue nel tempo.

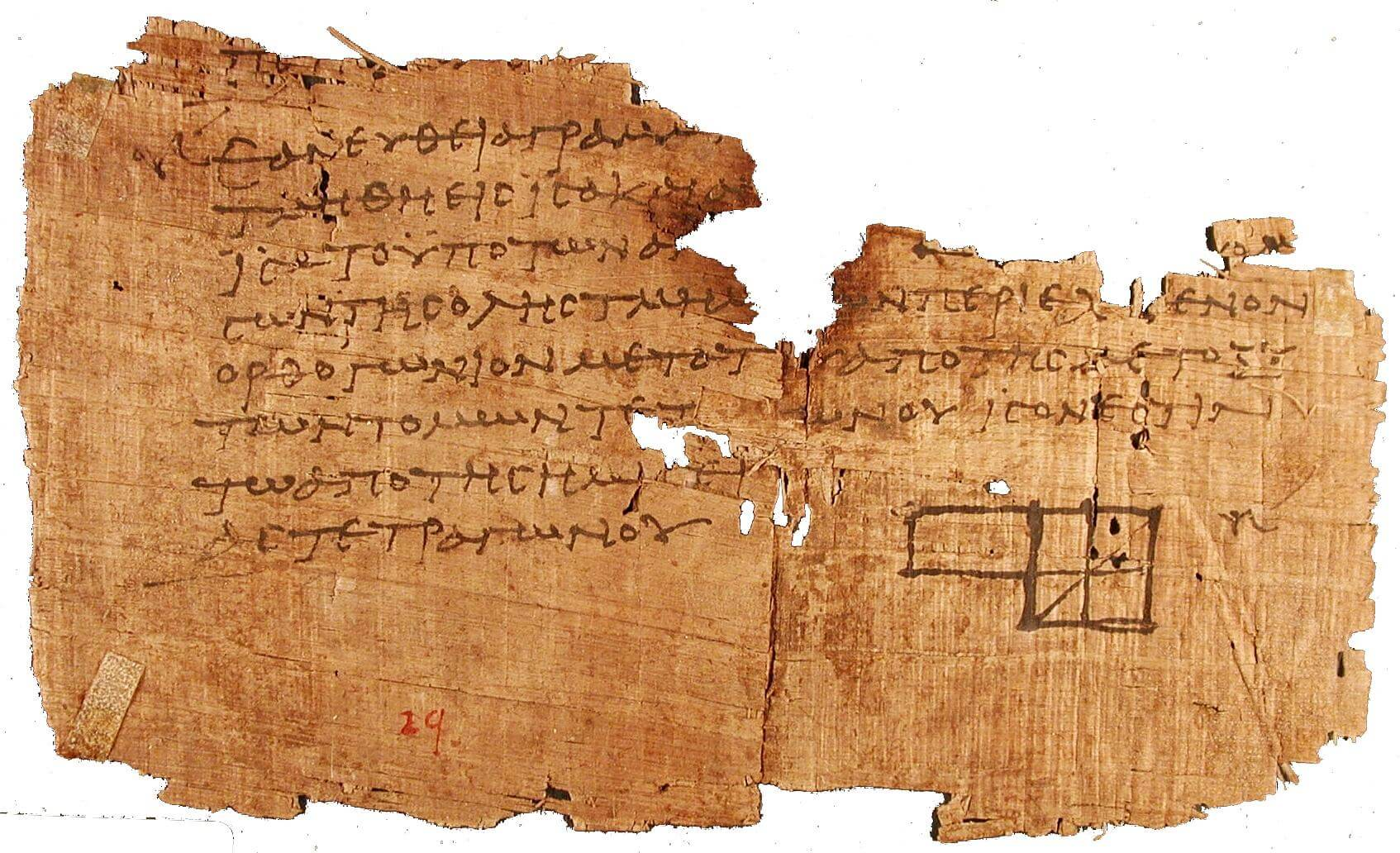
Questo papiro da Ossirinco contiene uno dei più antichi e completi diagrammi degli "Elementi di geometria" di Euclide. Vi è disegnato il diagramma che riguarda la quinta preposizione del secondo libro degli Elementi

Un aspetto importante della matematica consiste nel fatto che essa si è sviluppata indipendentemente in culture completamente differenti arrivando in molti casi agli stessi risultati: spesso un contatto o una reciproca influenza tra popoli differenti ha portato all'introduzione di nuove idee e a un avanzamento delle conoscenze matematiche, a volte si è visto invece un regredire improvviso della cultura matematica presso alcuni popoli; la matematica moderna ha invece potuto avvalersi dei contributi di persone di tutti i paesi.
L'attività svolta dai matematici moderni è molto diversa da quella dei primi matematici delle civiltà antiche; inizialmente la matematica si basò sul concetto di numero, concetto sviluppatosi nella preistoria. La matematica è stata infatti una tra le prime discipline a svilupparsi: prove archeologiche mostrano la conoscenza rudimentale di alcune nozioni matematiche molto prima dell'invenzione della scrittura.

## Matematica primitiva
Prima dei documenti scritti su papiro sono registrati disegni che testimoniano conoscenze della matematica e, sulla base dell'osservazione delle stelle, della misurazione del tempo. Altri artefatti preistorici scoperti in Africa e Francia, datati tra il 35.000 a.C. e il 20.000 a.C., indicano i primi tentativi di quantificazione del tempo. Si suppone che i primi conteggi coinvolgessero donne che registravano i cicli mestruali o le fasi lunari.
Parallelamente si andò sviluppando il concetto di numero: è probabile che le prime considerazioni riguardassero i branchi di animali e la distinzione tra i concetti di "uno" "due" e "molto", come ancor oggi fanno gli zulu, i pigmei africani, i nativi delle Isole Murray, i kamilarai australiani, e i botocudos brasiliani. Altre popolazioni sono in grado di aumentare la capacità di conteggio visivo ricorrendo all'uso, secondo un preciso ordine, di parti del proprio corpo, arrivando in tal modo a contare fino a 17, 33, 41 in funzione dei riferimenti corporali utilizzati.
Sul piano fisiologico sembrerebbe che la capacità di percepire visivamente, senza dover contare, il numero di elementi si fermi a quattro. È significativo al riguardo che in taluni linguaggi vi sia la declinazione delle forme al singolare, duale, triale, quattriale e plurale; anche in latino solo i primi quattro numeri (unus, duo, tres, quatuor) sono declinabili. Alcuni esperimenti effettuati sulle cornacchie indicano la capacità di distinguere fino a quattro elementi di un insieme. Successivamente tali concetti si palesarono con tacche e incisioni. Si andavano sviluppando anche le prime, semplici nozioni geometriche. I paleontologi hanno scoperto rocce di ocra in una caverna del Sudafrica adornate di configurazioni geometriche che risalgono al 70.000 a.C.
L'osso d'Ishango, ritrovato nell'area delle sorgenti del Nilo (nord est del Congo), presenta delle incisioni che potrebbero indicare una primitiva conoscenza della sequenza dei numeri primi. Monumenti megalitici che in Egitto risalgono fino al V millennio a.C. e in Inghilterra e Scozia a partire dal III millennio a.C., con il loro disegno concretizzano idee geometriche come quelle di cerchio, ellisse e terna pitagorica e una possibile comprensione della misurazione del tempo basata sui movimenti delle stelle. Intorno al 2600 a.C. le tecniche per le grandi costruzioni mostrano la padronanza della geodesia di precisione.
Le prime nozioni matematiche che ci sono giunte dall'antica India risalgono al periodo 3000 a.C. - 2600 a.C., prevalentemente nell'India settentrionale e nel Pakistan. Furono sviluppati un sistema di pesi e misure uniformi il quale si serviva di frazioni decimali, una tecnologia dei mattoni sorprendentemente avanzata che utilizzava i rapporti di strade disposte secondo perfetti angoli retti e di un'enorme varietà di forme e figure geometriche (parallelepipedo rettangolo, botte, cono, cilindro e figure di cerchi e triangoli concentrici ed intersecati). Tra gli strumenti matematici scoperti vi sono un'accurata riga con suddivisioni decimali precise e ravvicinate, uno strumento a conchiglia che serviva da compasso per misurare angoli sulle superfici piane secondo multipli di 40 – 360 gradi e uno strumento per la misura delle posizioni delle stelle per la navigazione.
La scrittura dell'Indo non è ancora stata decifrata; quindi si conosce ben poco delle forme scritte della Matematica indiana. L'evidenza archeologica ha condotto alcuni storici a credere che questa civiltà usasse un sistema di numerazione in base 8 e possedesse la nozione del rapporto fra lunghezza della circonferenza di un cerchio e del suo diametro, cioè un valore di π.

## Civiltà antiche
I testi matematici più antichi provengono dall'antico Egitto, nel periodo del Regno di mezzo, (2000-1800 a.C. ca., papiro di Mosca), dalla Mesopotamia, (1900-1700 a.C. ca, tavoletta Plimpton 322) e dall'India, (intorno all'800 a.C.-200 D.C., Sulba Sutras).
Tutti questi testi toccano il cosiddetto teorema di Pitagora, che sembra essere il più antico e diffuso risultato matematico che va oltre l' aritmetica e la geometria elementari.

### Matematica dell'Antico Egitto (2000 a.C. - 600 a.C.)

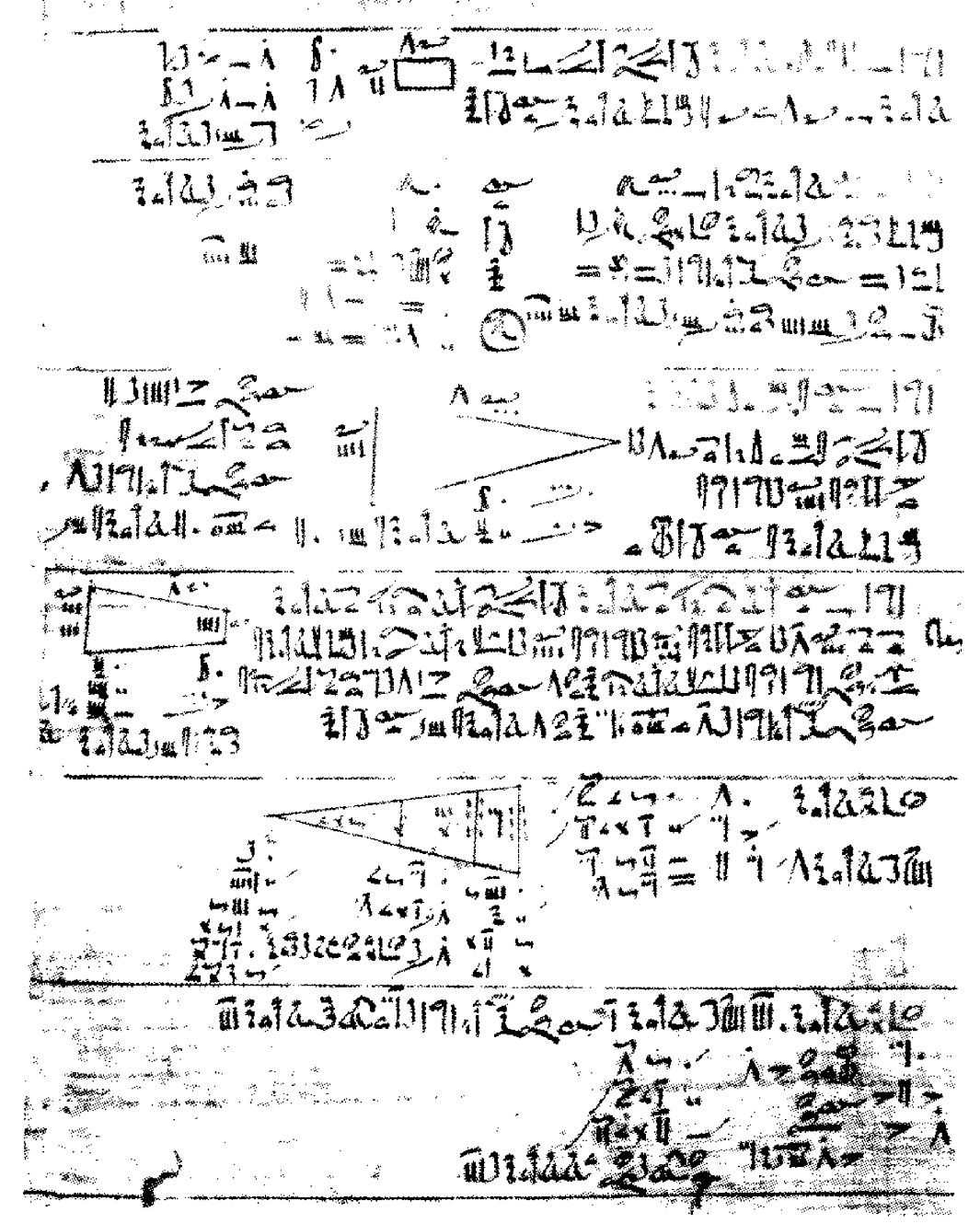
Una parte del papiro di Rhind.

Il più antico testo egizio finora scoperto è il papiro di Mosca, datato fra il 2000 a.C. e il 1800 a.C. Come molti testi matematici antichi si presenta come un problema basato su una storia, apparentemente scritto a scopi ricreativi. La parte ritenuta più interessante è quella nella quale si espone un metodo corretto per trovare il volume di un tronco di piramide: il solido viene scomposto in parallelepipedi e prismi; sommando poi i volumi si ottiene il volume cercato.
Un altro testo importante è il papiro di Rhind (datato intorno al 1650 a.C.), un manuale di istruzione di aritmetica e geometria. Oltre a fornire formule per aree e procedimenti di moltiplicazione, divisione e operazioni con frazioni a numeratore unitario, contiene l'evidenza di altre nozioni matematiche come numero primo, media aritmetica, media geometrica, media armonica e numeri perfetti. Vi si trova anche una spiegazione primitiva del crivello di Eratostene e il metodo per la soluzione di un'equazione lineare del primo ordine.
Inoltre gli Egizi preferivano esprimere i numeri razionali come somma di frazioni con numeratore unitario oppure della frazione 2/3: per esempio 2/15 viene espressa come 1/10 + 1/30. Ancora oggi ci si riferisce a questa tecnica come frazione egiziana.
Il papiro di Rhind contiene anche nozioni di geometria non banali come un metodo per ottenere un'approssimazione di {\displaystyle \pi } con un'imprecisione inferiore all'1%, un primo tentativo di effettuare la quadratura del cerchio e il primo uso conosciuto di un tipo di cotangente.
Nel periodo ellenistico gli studiosi dell'Egitto per i loro scritti abbandonarono l'antica lingua e adottarono la greca. Da quel momento la matematica degli egizi si fuse con quella greca dando vita alla grande matematica ellenistica.

### Matematica dell'antica Mesopotamia (1900 a.C. - 300 a.C.)

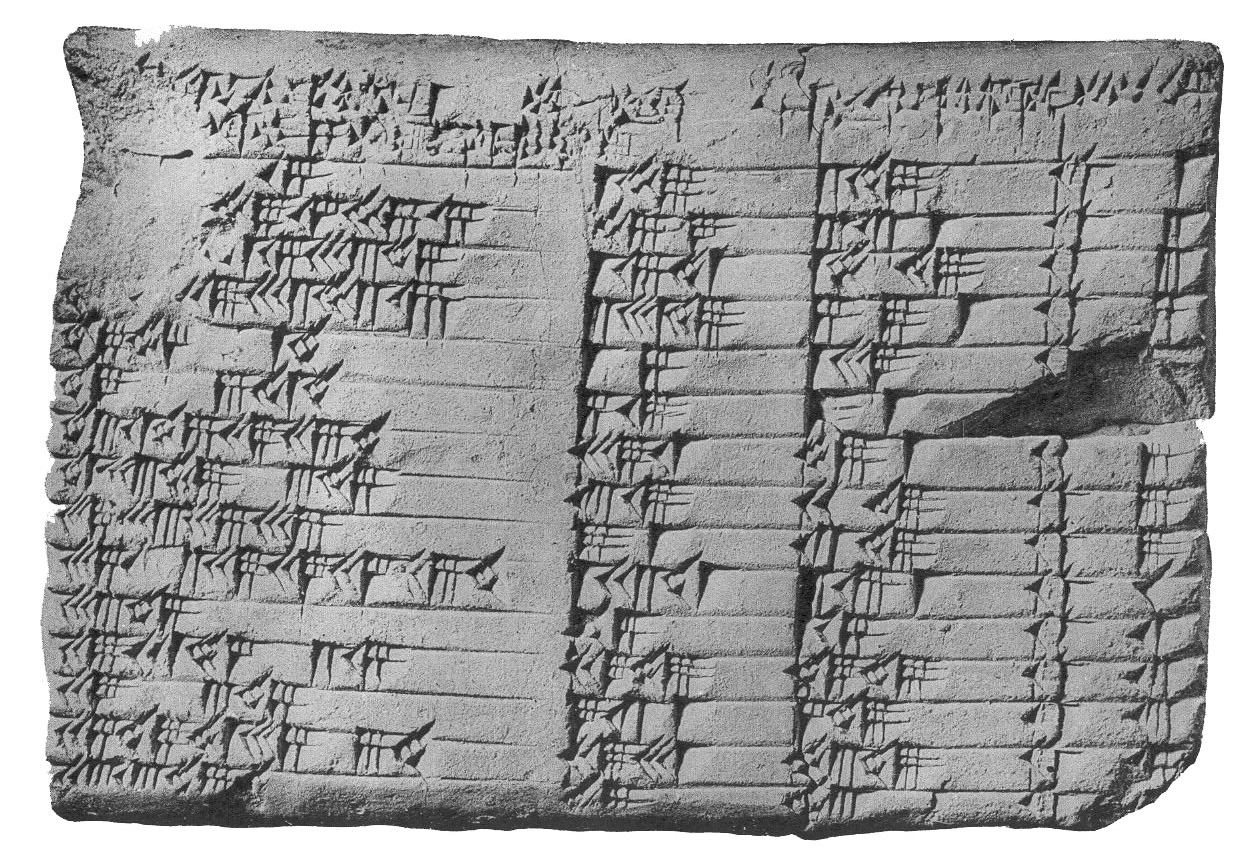
La tavoletta Plimpton 322.

Diversamente dalla scarsità di fonti che ci sono rimaste riguardo alla matematica egizia, la nostra conoscenza della matematica babilonese deriva dal ritrovamento, risalente alla metà del XIX secolo, di più di 400 tavolette di argilla scritte in carattere cuneiforme. La maggior parte è datata dal 1800 al 1600 a.C. e tratta argomenti che includono frazioni, algebra, equazioni di secondo grado ed il calcolo di terne pitagoriche. Le tavolette includono inoltre tavole di moltiplicazione, tavole trigonometriche e metodi risolutivi per equazioni lineari e quadratiche. La tavoletta "YBC 7289" fornisce un'approssimazione di radice di 2 accurata alla quinta cifra decimale. Una delle più importanti è certamente Plimpton 322 dove vengono elencate su tre colonne molte terne pitagoriche dimostrando così una probabile conoscenza del Teorema di Pitagora.
L'algebra babilonese fu probabilmente la più avanzata dell'intero bacino mediterraneo per secoli. I babilonesi sapevano infatti risolvere le equazioni di secondo grado con formule analoghe a quelle usato oggi (si veda approfondimento). Inoltre, anche se i problemi erano basati sulla geometria, si trattava di manipolazioni molto astratte che dimostrano un elevato grado di versatilità.
Il papiro di Rhind (o papiro di Ahmes) è una delle più importanti testimonianze della matematica egizia. Vi vengono esposti alcuni problemi e la loro risoluzione:
Il problema 26 recita: «Una quantità, il suo quarto (aggiunto) su di essa fa 15»,
che nella notazione moderna può essere scritto come:
{\displaystyle x+{\frac {1}{4}}x=15.}
L'equazione di primo grado vien risolta tramite il metodo di falsa posizione: viene assegnato il valore provvisorio x = 4. L'uguaglianza diviene 4 + 1 = 5. Notando che il rapporto tra 15 e 5 è 3 se ne conclude che anche il rapporto tra l'incognita e 4 è 3. Viene dunque trovato il valore corretto di x = 12.
Nel problema 30 un problema analogo viene risolto col metodo comune
In un altro problema si chiede di trovare l'area del cerchio di diametro 9, eguagliandola a quella di un quadrato di lato 8. Ciò pone un valore di pi greco che corrisponde a 3,16.
Vengono anche affrontate le progressioni geometriche: secondo un mito egizio infatti l'occhio del dio Horus era stato diviso in sei parti. Nel papiro si dice che le sei parti sono le potenze negative del due da 1/2 a un 1/64. Si chiede poi di trovare l'area che è 63/64.
La matematica babilonese faceva uso di un sistema di numerazione posizionale sessagesimale (cioè a base 60). Lo sviluppo della matematica babilonese probabilmente fu favorito da questo particolare sistema di numerazione, possedendo il numero 60 numerosi divisori. L'uso di un sistema posizionale per rappresentare i numeri (come quello arabico in uso in tutto il mondo oggi) differenzia i Babilonesi da Egizi, Greci e Romani: nella rappresentazione babilonese le cifre scritte nella colonna sinistra rappresentano valori più grandi. Tuttavia in un primo tempo i Babilonesi non usavano la cifra zero. Questo faceva sì che spesso il valore posizionale di una cifra dovesse essere dedotto dal contesto. Successivamente fu introdotta una cifra che faceva da zero ma sembra che i Babilonesi non la usassero nella posizione delle unità (i numeri 22 e 220 erano, per esempio, indistinguibili).

### Matematica dell'antica India (900 a.C. - 200)
Dopo il collasso della Civiltà della valle dell'Indo nel 1500 a.C., la scrittura scomparve dall'Asia meridionale per lungo tempo. Sono assai controverse le date nelle quali la pratica dello scrivere riemerse nell'India e in cui la scrittura Brahmi fu sviluppata. Recenti scoperte archeologiche la datano intorno al 600 a.C., mentre alcuni studiosi propongono anche il 1000 a.C. Se le date più lontane sono corrette, forse Pitagora visitò l'India come sostenuto da alcuni storici (Florian Cajori) altrimenti la matematica indiana può aver beneficiato del contatto con il mondo greco in seguito all'invasione di Alessandro Magno. È anche possibile (come sostenuto dalla maggioranza degli studiosi) che le due tradizioni matematiche si siano sviluppate indipendentemente.
Nell'era vedica la matematica non era studiata solo per scopi scientifici, ma si incontrano esposizioni matematiche avanzate diffuse in tutto il grande corpo dei testi indiani di questo periodo. La Yajur-Veda composta dal 900 a.C., per prima affronta il concetto di infinità numerica. Yajnavalkya (900-800 a.C. circa) calcolò il valore di π con 2 cifre decimali. Le Sulba Sutras (risalenti intorno all'800 a.C.-200 D.C.) sono testi di geometria che usano numeri irrazionali, numeri primi, la regola del tre e radici cubiche, danno un metodo approssimato per la quadratura del cerchio, risolvono equazioni lineari ed equazioni quadratiche, determinano algebricamente terne pitagoriche e danno un enunciato e una dimostrazione numerica del teorema di Pitagora. Inoltre viene espresso un algoritmo infinito per il calcolo di radice di 2 con cui vengono calcolate le prime 5 cifre decimali.
Pingala (IV secolo a.C.-III secolo a.C.) inventò un sistema binario, studiò quelli che in seguito verranno definiti la sequenza di Fibonacci e il triangolo di Pascal; inoltre formulò la definizione di matrice. Tra il IV secolo a.C. ed il III secolo d.C. i matematici indiani cominciarono ad impostare i loro studi in una prospettiva unicamente speculativa. Furono i primi a sviluppare ricerche su teoria degli insiemi, logaritmi, equazioni di terzo grado, equazioni di quarto grado, serie e successioni, permutazioni e combinazioni, estrazione di radici quadrate, potenze finite e infinite. Il Manoscritto Bakshali, composto tra il III secolo a.C. ed il III secolo d.C., include soluzioni di equazioni lineari con più di cinque incognite, la soluzione di equazioni quadratiche, geometriche, sistemi di equazioni, l'uso del numero zero e i numeri negativi. Vi si trovano anche accurati algoritmi per il calcolo di numeri irrazionali.

## Matematica greco-ellenistica (circa 550 a.C. — 400 d.C.)
Per quella che spesso viene chiamata matematica greca è opportuno distinguere due periodi. Nel primo periodo, quello della massima importanza economica e politica delle città greche e delle loro colonie, si colloca la matematica sviluppata dai matematici di queste città. Nel successivo periodo ellenistico (che si può far iniziare nel 323 a.C. e concludere intorno al V secolo d.C.) si colloca la produzione di tutti gli autori che operarono nel mondo ellenistico accomunati dell'uso della lingua greca. Molte delle più grandi menti di questo periodo come Archimede e Apollonio non vissero nell'area geografica corrispondente all'attuale Grecia, pur essendo protagonisti della cultura ellenistica di lingua greca diffusasi in molte aree mediterranee.
Per quanto i più antichi testi di matematica trovati in greco siano stati scritti posteriormente al periodo ellenistico, parecchi di essi vengono ritenuti copie di opere scritte durante e anche prima di questo periodo. Nondimeno, la datazione della matematica greca è più attendibile rispetto a quella degli scritti matematici più antichi, poiché esistono numerose cronologie che, sovrapponendosi, riportano gli avvenimenti anno per anno fino ad oggi.

### Matematica greca arcaica (600 - 300 a.C.)
La matematica greca è molto più moderna di quella sviluppata dalle precedenti culture quali quella egiziana e babilonese, in quanto tali precedenti culture utilizzavano il ragionamento empirico che sfrutta le osservazioni ripetute per fondare le regole della matematica. La matematica greca antica, all'opposto, si basa sul ragionamento deduttivo, che partendo da assiomi più o meno scontati usa rigorosi ragionamenti per dimostrare teoremi. Su questa idea ancor oggi si basa tutta la matematica moderna. I Greci si occuparono quasi esclusivamente di Geometria e, secondo i loro canoni si potevano usare solo due strumenti per la costruzione e lo studio di figure geometriche: la riga (non taccata) e il compasso (che si chiudeva non appena sollevato dal foglio, e quindi non poteva servire per riportare una misura). Ragionamenti che coinvolgevano altri strumenti erano a volte utilizzati, ma venivano considerati non rigorosi.
Si ritiene che la matematica greca abbia avuto inizio con Talete di Mileto (624-546 a.C. ca.) e Pitagora di Samo (582 — 507 a.C. ca.). Questi furono probabilmente influenzati dalle idee della matematica egiziana, della matematica babilonese anche se riuscirono certamente a rielaborare in modo originale le conoscenze di questi popoli.
Talete si occupò di geometria, scoprendo per esempio il teorema secondo il quale un triangolo inscritto in una semicirconferenza è sempre rettangolo e molte proposizioni riguardanti i triangoli simili. Grazie a tali teoremi, secondo la leggenda, riuscì a determinare l'altezza della piramide di Cheope misurando la sua ombra.

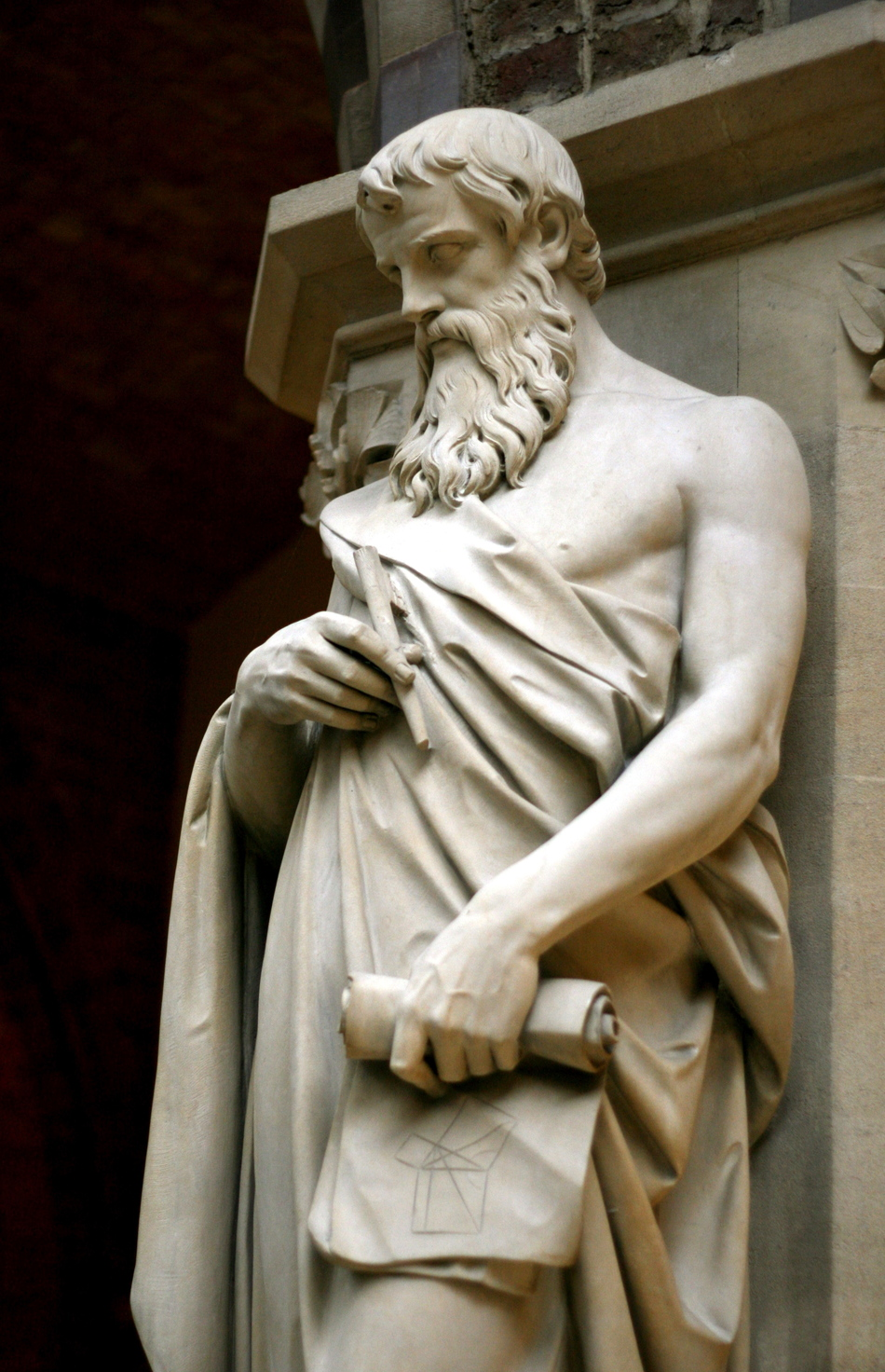
Euclide

Pitagora invece fu il fondatore della Scuola pitagorica, una setta i cui membri si dedicavano alla ricerca matematica. La scuola pitagorica presentava anche connotazioni filosofiche e mistiche: i membri per esempio seguivano ideali di perfezione nel numero cinque (e quindi al pentagono e al dodecaedro) e nella sfera. Tutta la filosofia della setta era fondata sui numeri naturali e sui loro quozienti, i numeri razionali. Inoltre i pitagorici credevano nella metempsicosi ed erano vegetariani. Questa comunità diede importanti contributi alla geometria, primo fra tutti la dimostrazione del Teorema di Pitagora (sembra già trovato empiricamente da egiziani e babilonesi) e alla teoria dei numeri, come la classificazione e lo studio dei numeri figurati e dei numeri perfetti, la scoperta delle terne pitagoriche e del crivello di Eratostene.
Paradossalmente la scoperta più importante della comunità fu forse la dimostrazione che il rapporto tra il lato e la diagonale di un quadrato (ossia radice di 2) non è esprimibile come rapporto di due interi. Questa scoperta, che prova l'esistenza dei numeri irrazionali, si scontrava con tutta la filosofia della setta. Secondo la tradizione riportata da alcuni autori posteriori, il pitagorico Ippaso di Metaponto fece tale scoperta durante un viaggio in nave, ed ebbe l'infelice idea di comunicarla senza indugio agli altri adepti della setta, i quali comprendendone immediatamente le conseguenze gettarono lo stesso Ippaso in mare. Altri autori menzionano semplicemente il fatto che Ippaso morì in un naufragio. Di fatto, se pure ci fu un tentativo dei pitagorici di tenere nascosta la scoperta, questo non riuscì. Oggi si ritiene più probabile che la dimostrazione dell'irrazionalità di {\displaystyle {\sqrt {2}}} sia più tarda e che i pitagorici abbiano osservato l'irrazionalità della diagonale del pentagono di lato unitario (ossia sezione aurea).
Più tardi la matematica greca si diffuse e nacquero per esempio i tre problemi classici: la quadratura del cerchio, la duplicazione del cubo e la trisezione dell'angolo, da risolvere usando solo riga e compasso. L'impossibilità di risolvere questi problemi è stata provata solo nell'epoca moderna; già nell'antichità furono trovate soluzioni che però coinvolgevano altri strumenti oltre ai due "canonici". Nello studiare questi problemi si distinsero matematici come Archita di Taranto, Ippia di Elide e Ippocrate di Chio. Quest'ultimo riuscì nella difficile impresa della quadratura delle lunule circolari ossia parti di piano racchiuse da due circonferenze passanti per due punti dati. Eudosso di Cnido fu invece il primo a cercare di approssimare un cerchio tramite poligoni regolari (metodo di esaustione). Importante in quel periodo fu anche l'opera logica di Aristotele che, nell'Organon, sviluppò il concetto di sillogismo.

### Matematica greca ellenistica (300 a.C. - 400 d.C.)
Successivamente, con la fondazione ad Alessandria della Biblioteca e del Museo, che raccoglievano le più grandi menti dell'epoca, la città egizia divenne il centro culturale più importante dell'età ellenistica. In questo periodo si situa l'opera di Apollonio di Perga (262-190 a.C. ca.), di Euclide (367-283 a.C. ca.) e di Archimede di Siracusa (284-218 a.C. ca.), il padre della matematica ,. Il primo è noto soprattutto per l'imponente opera Le Coniche nella quale definiva e studiava le sezioni coniche: ellisse, parabola e iperbole e che ebbe grande importanza nel mondo europeo.

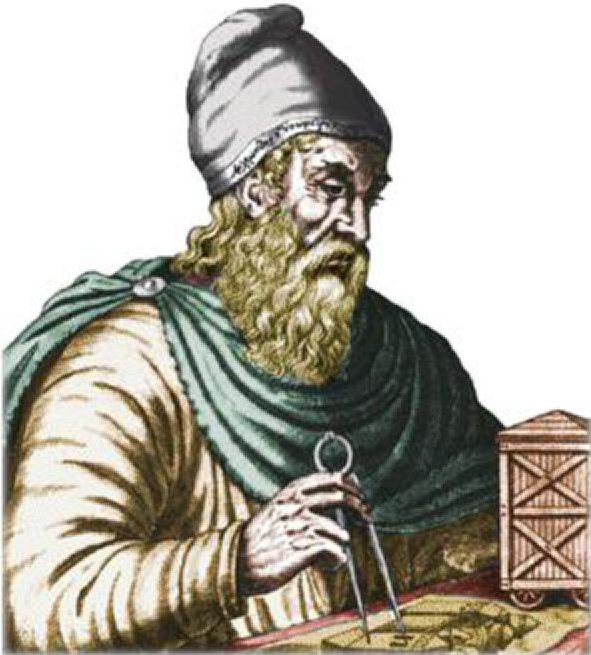
Archimede di Siracusa.

L'opera più importante di Euclide sono invece gli Elementi (c.300 a.C.), in cui egli raccoglie tutti i teoremi elementari di Aritmetica ma soprattutto di Geometria, per esempio i principali teoremi di geometria piana e solida come il Teorema di Pitagora e la costruzione dei solidi regolari o una dimostrazione dell'infinità dei numeri primi. Gli Elementi sono stati considerati il più attendibile manuale di matematica per secoli e secoli. L'importanza di questo capolavoro sta anche nel fatto che Euclide basa su pochi assiomi fondamentali (in particolare su cinque che riguardano la geometria) tutta la matematica elementare e dà prova di un uso esemplare della logica matematica. La fama del trattato era tale che questo era conosciuto da tutte le persone colte dell'Occidente fino al XX secolo. Si dice inoltre che Isaac Newton abbia riso una sola volta: quando gli chiesero se valeva la pena studiare gli Elementi.
Archimede è da molti considerato il più grande matematico del periodo greco ellenistico ed è inoltre considerato il padre della fisica matematica. Lasciò innumerevoli opere nelle quali dà prova di una grande inventiva. Tra le opere di matematica spicca Della sfera e del cilindro (III secolo a.C.). Riuscì ad approssimare {\displaystyle \pi } circoscrivendolo tra due numeri limite, a scoprire la formula per calcolare il volume e la superficie della sfera e l'area del cerchio. Descrisse la costruzione dei solidi semiregolari o archimedei. Anticipò in molti testi il calcolo infinitesimale come per esempio nell'opera Sulle spirali dove trova la tangente e la lunghezza di un arco di spirale archimedea o nella Quadratura della parabola dove in appendice calcola addirittura il risultato di una serie geometrica. Fu anche un ingegnere valente e molte sono le opere meccaniche che secondo la leggenda avrebbe costruito. Tramite queste macchine, in particolare gli specchi ustori, avrebbe difeso la città di Siracusa dall'assedio romano. Una volta conquistata la città, nonostante il console Marcello avesse ordinato di non ucciderlo, sarebbe stato ucciso da un soldato penetrato in casa sua mentre il matematico era intento nei suoi calcoli. In realtà lo stesso Plutarco tramanda ben tre versioni della morte di Archimede nell'assedio di Siracusa.
Ipparco di Nicea stilò la prima tavola trigonometrica con l'ausilio della quale poteva risolvere qualsiasi triangolo. Il suo lavoro fu ripreso da Claudio Tolomeo che ricavò inoltre le formule di addizione e sottrazione del seno e del coseno. Entrambi furono anche valenti astronomi.
Dopo questi sviluppi la matematica ellenistica entrò in crisi: i romani, fatte salve le nozioni che servivano loro per l'ingegneria, non ebbero alcun interesse verso la matematica che fu sempre più emarginata e assimilata all'astrologia. Secondo alcuni anche l'inadeguatezza dell'algebra geometrica greca può aver contribuito al tramonto della matematica greco-ellenistica.
Gli ultimi matematici degni di nota furono Diofanto di Alessandria che nella sua Aritmetica gettò le basi per la teoria delle equazioni diofantee e lo studioso di Geometria Pappo di Alessandria che dimostrò importanti teoremi come il Teorema dell'esagono e il teorema di Pappo Guldino.
Anche i cristiani e le popolazioni barbariche dimostrarono poco interesse per la matematica: anche se formalmente aritmetica e geometria facevano parte del Quadrivio, le nozioni studiate erano davvero minimali. La scuola alessandrina, che si occupava di matematica e filosofia, subì un duro colpo quando Ipazia, sua massima esponente, venne trucidata dai "parabolani", fanatici cristiani sostenuti dal vescovo Cirillo.

## Matematica medioevale

### Matematica delle civiltà precolombiane (200 - 1530 d.C.)

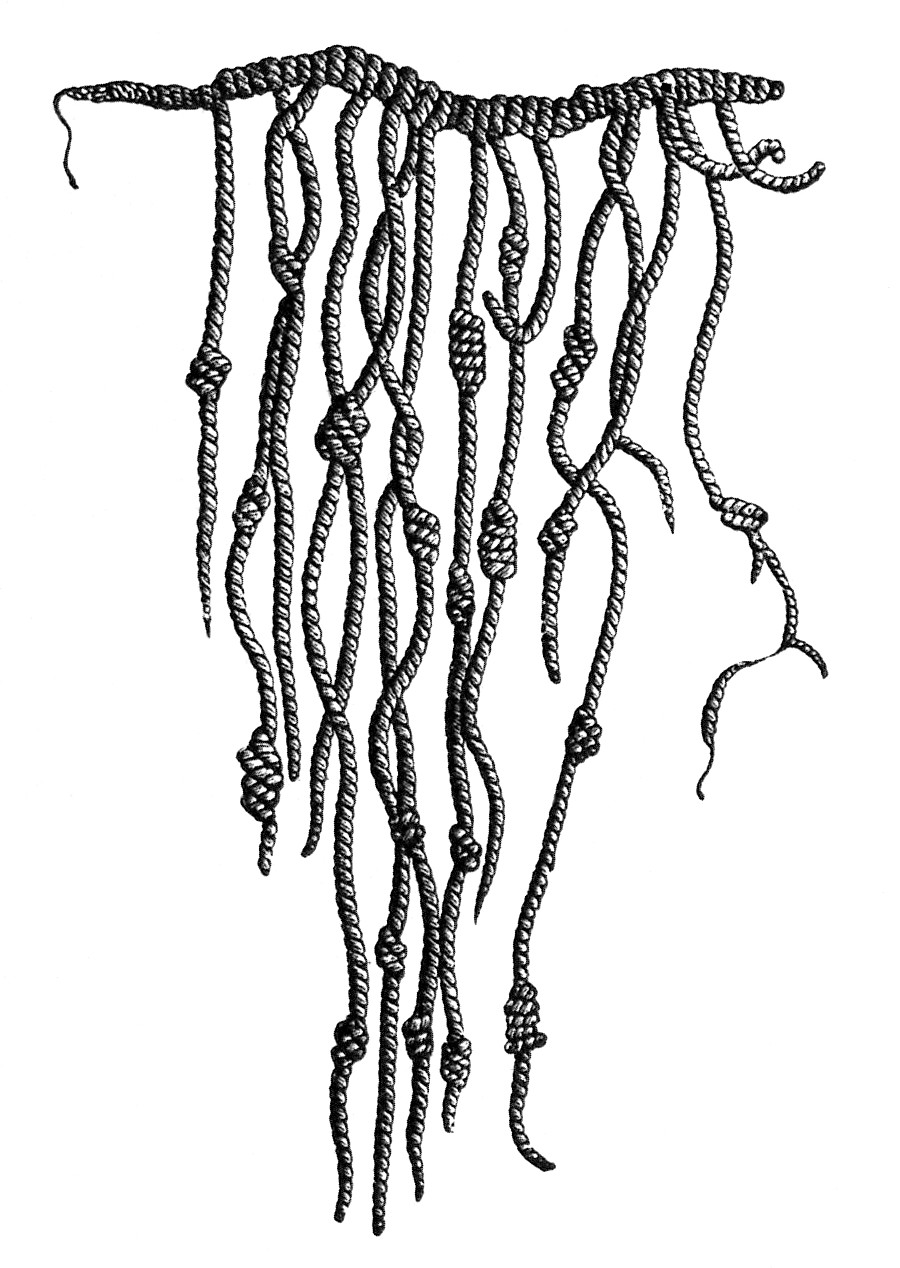
Rappresentazione di un quipu

Il periodo classico della civiltà Maya si situa tra il 200 e l'800 d.C. Gli sviluppi della matematica Maya furono dovuti principalmente ai loro studi astronomici. Essi usarono un sistema posizionale a base venti nel quale appariva anche lo 0. Tuttavia i Maya non considerarono mai lo 0 come un numero ma solo come una cifra.
La civiltà Inca (1400-1530) invece sviluppò un sistema di numerazione a base 10. Per indicare i numeri essi usavano i cosiddetti quipu, un insieme di lunghi fili paralleli. Ogni filo rappresentava una potenza di dieci e il numero di nodi la cifra in quella posizione.

### Matematica cinese (200 a.C. - 1200)

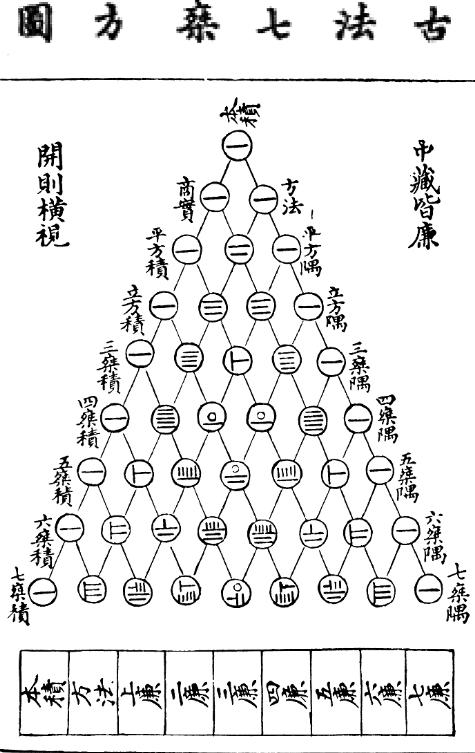
Triangolo di Tartaglia disegnato dal matematico cinese Zhu Shijie nel 1303.

In Cina, nel 212 a.C. (alla fine del lungo periodo della guerra civile degli Stati combattenti) l'imperatore Qin Shi Huang (Shi Huang-ti) ordinò il rogo di tutti i testi scritti. Benché alcuni testi si siano salvati, molto poco è conosciuto della matematica cinese precedente a questa data. Un altro fattore che non ha favorito la nostra conoscenza è il fatto che gran parte delle opere erano scritte sul bambù, molto deperibile.
Del precedente periodo Shang (1500 a.C. - 1027 a.C.) il più antico reperto di interesse per la storia della matematica consiste in un guscio di tartaruga su cui sono incisi dei numeri che usano una specie di notazione decimale. Il numero 123 ad esempio è scritto con il simbolo di 1 seguito da quello di centinaia, il simbolo di due seguito da quello di decine e il simbolo di 3. Non sappiamo con precisione quando questo sistema, che era il più avanzato al mondo in quel periodo, fu inventato.
Delle conoscenze precedenti al rogo dei libri ci rimangono pochissime testimonianze. La più importante di queste è I nove capitoli dell'Arte matematica che consiste in una raccolta di 246 problemi riguardanti l'agricoltura, il commercio e l'ingegneria. Molti dei problemi esposti nel libro riguardano canne di bambù spezzate che formano dei triangoli rettangoli. la soluzione si ottiene tramite applicazione del Teorema di Pitagora.
I matematici cinesi svilupparono una particolare predilezione per i quadrati magici. Secondo la leggenda il primo di questi venne comunicato all'imperatore da una tartaruga uscita dal fiume. Questo interesse portò i cinesi a studiare i sistemi di equazioni lineari e a scoprire la cosiddetta Regola di Horner.
Zu Chongzhi (quinto secolo) calcolò il valore di π con sette cifre decimali esatte. Questa fu la miglior stima della costante per i successivi mille anni.
Nello studio dei sistemi furono anche i primi a sviluppare concetti analoghi a quelli di matrice. Fu invece il matematico giapponese Kōwa Seki a introdurre nel 1683, dieci anni prima di Leibniz, il concetto di determinante.
I cinesi vedevano analogie tra numeri e sessi: i numeri pari erano femminili quelli dispari maschili. I dispari non primi erano considerati effeminati. Inoltre indicavano il numeratore di una frazione come figlio e il denominatore come madre.
Già nel secolo IV, in Cina si studiavano le equivalenti dell nostre congruenze lineari. per la risoluzione di queste fu fondamentale la scoperta del Teorema cinese del resto.
Nei successivi secoli la matematica cinese si sviluppò includendo i numeri negativi, il Teorema binomiale e il Teorema cinese del resto. I cinesi svilupparono anche il Triangolo di Pascal (o di Tartaglia) che si trova nel frontespizio del trattato Ssu Yuan Yu scritto dal matematico Zhu Shijie.

### Matematica indiana classica (400 - 1500 d.C.)

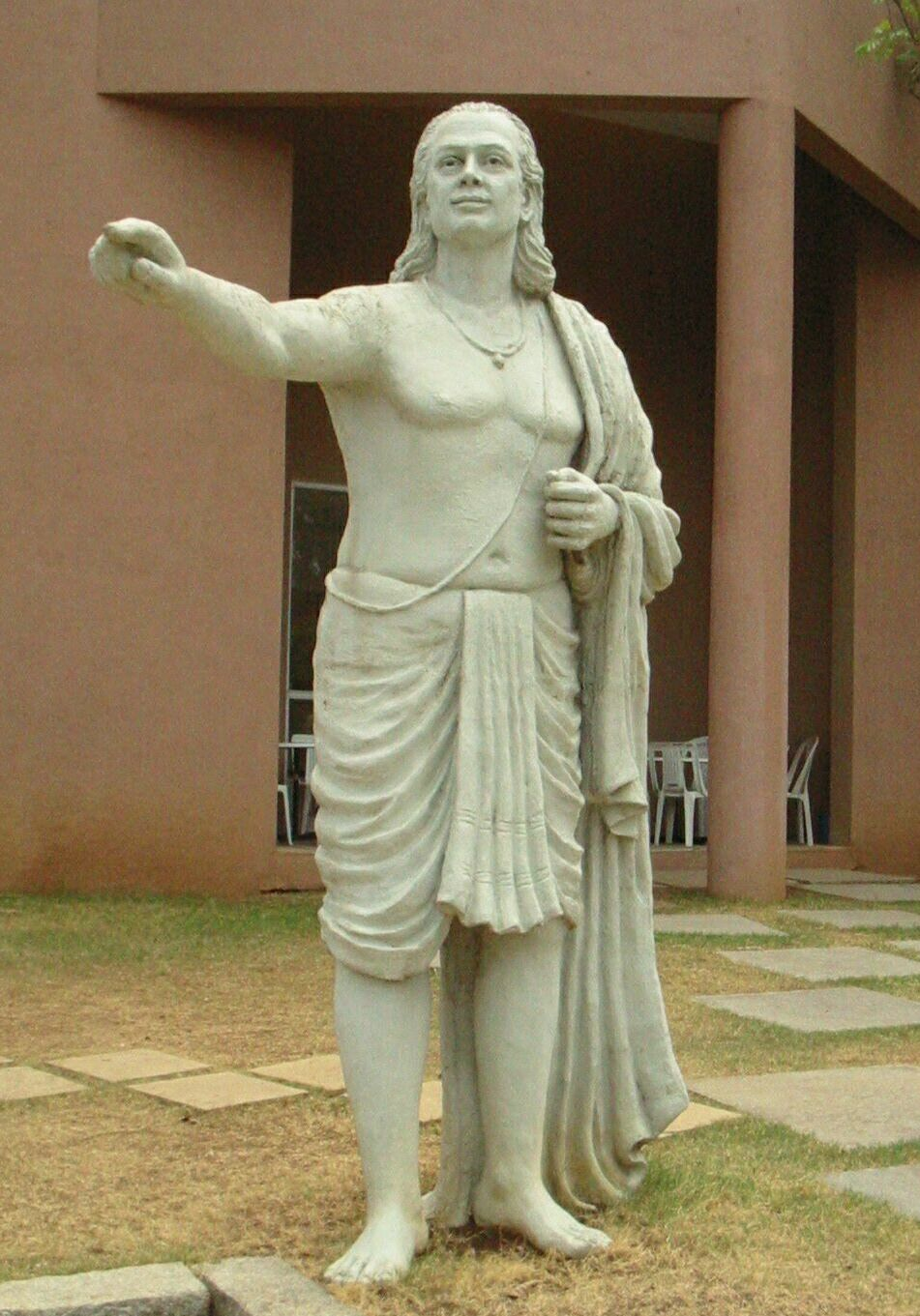
Aryabhata

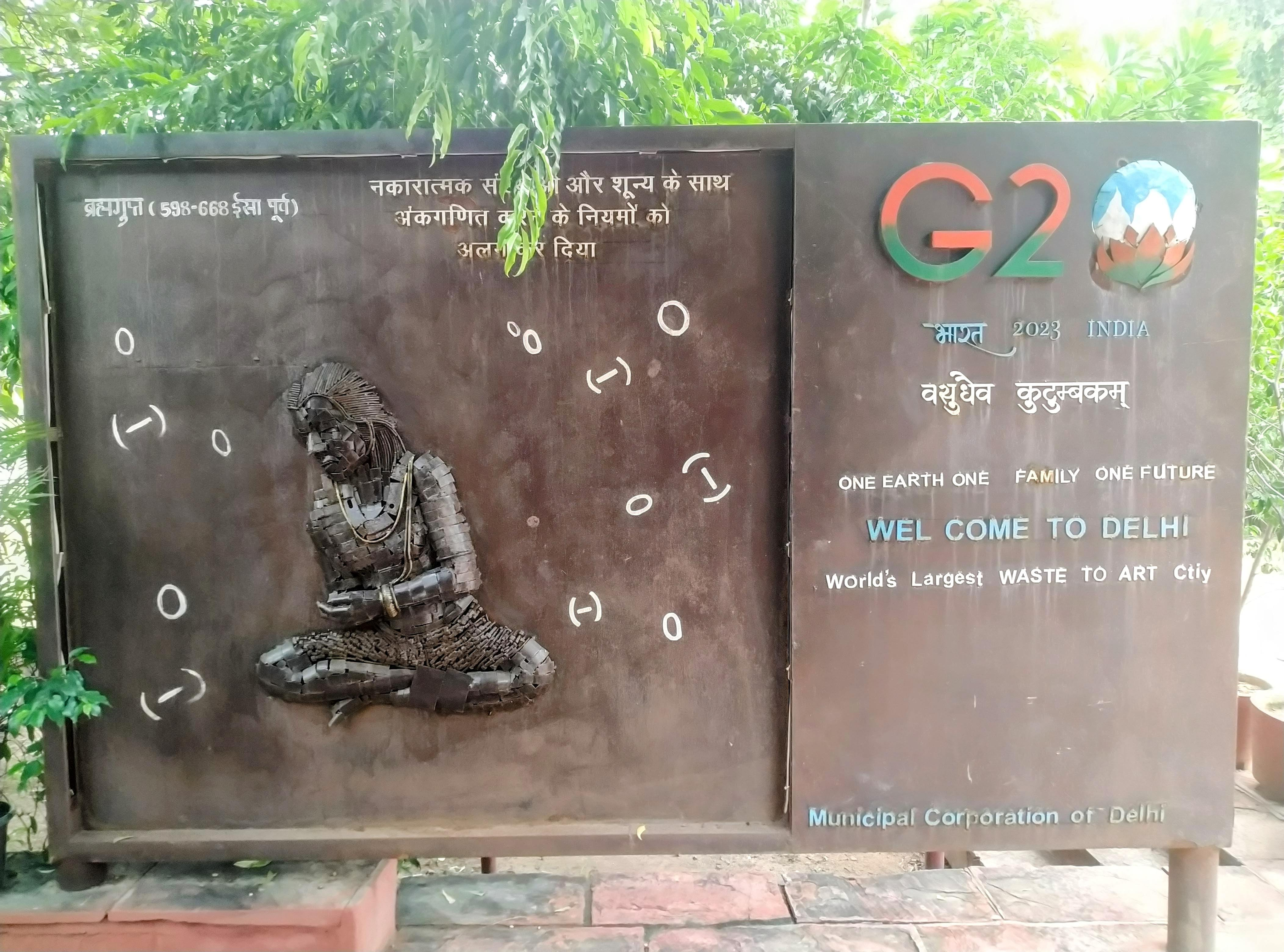
Bassorilievo di Brahmagupta.

Non si trova continuità negli sviluppi della matematica indiana: infatti i contributi importanti sono separati da lunghi intervalli di stagnazione in cui non si raggiunse nessun risultato.
Il Surya Siddhanta scritto circa nel 400 introduceva le funzioni trigonometriche del seno, coseno e le loro inverse. Gli indiani si occuparono anche di astronomia riuscendo a compilare precise tavole astronomiche che descrivevano il movimento apparente degli astri in cielo. Calcolarono l'anno siderale in 365.2563627 giorni, un valore inferiore di 1,4 secondi a quello accettato al giorno d'oggi. Questi lavori, durante il medioevo, furono tradotti in Arabo e in Latino.
Nel 499 Aryabhata introdusse il senoverso e compilò le prime tavole trigonometriche. Nell'Aryabhata illustrò i metodi di calcolo di aree e volumi dei principali enti geometrici (non tutti corretti) e inoltre in questa opera appare la notazione posizionale decimale. Calcolò il valore di π con quattro cifre decimali.
Nel VII secolo invece Brahmagupta (598– 668) per primo nel Brahma-sphuta-siddhanta usò senza riserve lo 0 e il sistema decimale. Scoprì inoltre l'identità e la formula che portano il suo nome, non capendo tuttavia che quest'ultima era valida solo per i quadrilateri ciclici, cioè inscrivibili in una circonferenza. Esplicitò le regole di moltiplicazione tra numeri positivi e negativi. È da una traduzione del testo che i matematici arabi accettarono il sistema decimale.
Nel XII secolo, Bhāskara (1114 – 1185) scoprì le formule di addizione e sottrazione delle funzioni trigonometriche e concepì dei metodi molto vicini al calcolo differenziale. introducendo concetti simili alla derivata: per calcolare l'angolo di posizione dell'eclittica ad esempio calcolò correttamente l'equivalente delle derivate delle funzioni trigonometriche.
Provò anche un equivalente del Teorema di Rolle e studiò l'equazione di Pell. Afferma che qualsiasi quantità divisa per 0 dà infinito. Si dice che avesse predetto la data in cui sua figlia Lilavati si sarebbe dovuta sposare per avere un matrimonio felice; tuttavia una perla cadde nel complesso meccanismo che doveva contare il tempo e così Lilavati rimase vedova. Per consolarla il padre diede il suo nome al suo più importante trattato di matematica.
Dal XIV secolo Madhava di Sangamagrama scoprì l'attuale espansione in serie di Taylor della funzione arcotangente ottenendo poi varie serie infinite che danno come risultato π (tra cui la formula di Leibniz per pi) grazie alle quali riuscì a calcolare le prime 11 cifre decimali del numero. Creò la scuola del Kerala i cui membri nei successivi secoli svilupparono il concetto di virgola mobile e utilizzarono metodi iterativi per la soluzione delle equazioni non lineari. Trovarono inoltre le espansioni in serie di Taylor delle altre funzioni trigonometriche. Nonostante si fossero avvicinati a concetti quale quello di derivata i matematici della scuola del Kerala non riuscirono mai a sviluppare una teoria globale del calcolo infinitesimale.
Nel XVI secolo per la matematica indiana, anche per via di un periodo di forte instabilità politica, iniziò il declino.

### Matematica persiana e araba (750 - 1400)

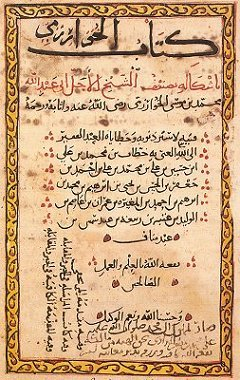
Una pagina di un manoscritto di al-Khwarizmi.

L'Impero islamico arrivò a dominare, nell'VIII secolo d.C. il Nord Africa, la Penisola iberica e parte dell'India. Entrarono così in contatto con la matematica ellenistica e con quella indiana. Nella seconda metà dell'VIII secolo Baghdad divenne un nuovo centro del sapere a livello mondiale. Sovrani come al-Mansur, Hārūn al-Rashīd e al-Maʾmūn si dimostrarono attenti nei confronti della matematica e preservarono dalla distruzione molte opere matematiche greche che altrimenti sarebbero probabilmente andate perse. Thābit ibn Qurra fondò una scuola di traduttori che tradusse in arabo le opere di Archimede, Euclide e Apollonio. Gli Arabi tradussero, inoltre, molti testi indiani. Questi fatti contribuirono non poco alla nascita della matematica islamica. Molti tra i più grandi matematici islamici erano persiani.
Muḥammad ibn Mūsā al-Khwārizmī (780-850 Ca), un matematico persiano, scrisse importanti volumi sul sistema di numerazione indiano e sui metodi per risolvere equazioni. La parola "algoritmo" deriva dal suo nome e "Algebra" dal titolo della sua opera più importante, Al-Jabr, (l'al-Jabr wa al-muqābala) (c.820 d.C.). In questa opera Al-Khwarizmi oltre a introdurre il sistema decimale nel mondo arabo trova metodi grafici e analitici per la risoluzione delle equazioni di secondo grado con soluzioni positive (vedi approfondimento). Il nome al-jabr si riferisce al nome che il matematico dà all'operazione di riduzione di termini uguali da parti opposte dell'uguale tramite sottrazione. Per questi motivi egli è considerato da molti il fondatore dell'algebra moderna.
Ibn Qurra studiò i numeri amicabili. Altri sviluppi alla materia furono apportati da Abu Bakr al-Karaji (953-1029) nel suo trattato al-Fakhri. Nel X secolo, Abu l-Wafa tradusse le opere di Diofanto di Alessandria in arabo e studiò la trigonometria ottenendo le formule di addizione e sottrazione per il seno. Alhazen studiò invece l'ottica.
Omar Khayyam (1048-1131) fu poeta e matematico. Scrisse le Discussioni sulle difficoltà in Euclide nel quale tentava di dimostrare il quinto postulato di Euclide riguardante le rette parallele (data una retta e un punto fuori di essa esiste solo una parallela alla retta data passante per quel punto) partendo dagli altri quattro; impresa che sarebbe poi diventata un "chiodo fisso" per i matematici. Diede una soluzione geometrica all'equazione di terzo grado ma non riuscì a risolverla per radicali. Il matematico Nasir al-Din Tusi sviluppò invece nel XIII secolo la trigonometria sferica e scoprì la legge dei seni per il triangolo sferico.
Nel XIV secolo, Ghiyath al-Kashi calcolò il valore di π con 16 decimali. Al-Kashi trovò anche la regola di Ruffini per scoprire la radice ennesima di un'equazione. Inoltre nella sua opera si trova il primo esempio conosciuto di dimostrazione per induzione tramite la quale viene dimostrato il teorema binomiale. Il matematico era anche a conoscenza del triangolo di Tartaglia.
Nel XIII secolo e nel XIV secolo la matematica araba entrò in crisi a causa di un periodo di forte instabilità politica e religiosa, nonché per il diffondersi di sette ostili al sapere matematico. I molti popoli che si susseguirono nel mondo arabo dal XII secolo contribuirono al definitivo declino della scienza e della matematica arabe.

### Matematica medievale europea (1000 - 1400)

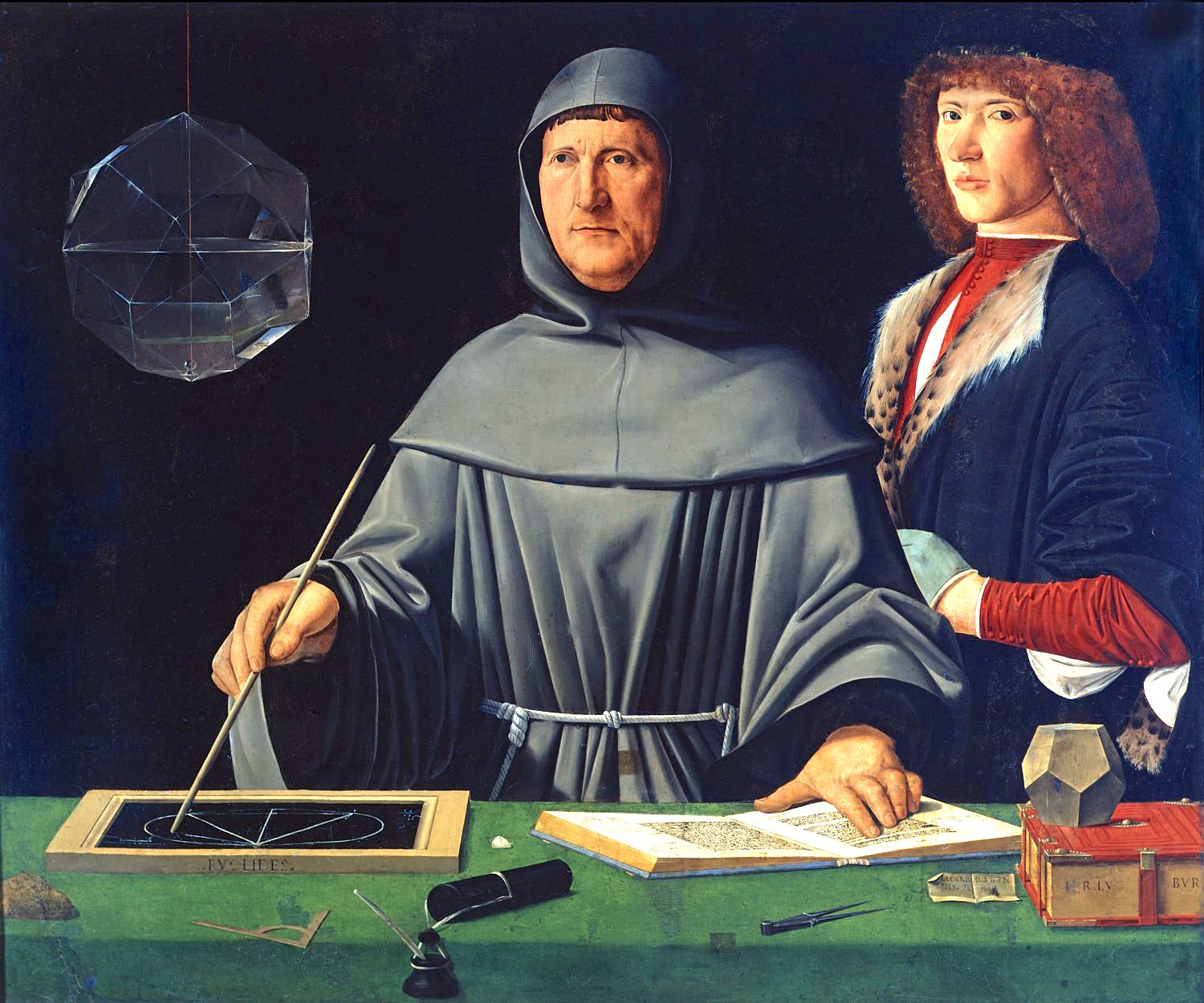
Frate Luca Pacioli autore di una Summa dove era raccolto tutto il sapere matematico del XV secolo.

Subito dopo la caduta dell'Impero romano d'Occidente gran parte della matematica greca andò persa. Molte biblioteche, come quella di Alessandria, andarono distrutte. Solitamente gli studiosi cristiani non diedero importanza alla matematica nei loro lavori.
Nei primi secoli dopo la fine dell'Impero romano non ci fu quasi nessun progresso nel sapere matematico. Anche se la matematica, divisa in Aritmetica, Geometria, Astronomia e Musica (Quadrivio), faceva parte delle Arti Liberali, le nozioni matematiche studiate riguardavano soprattutto l'agrimensura.
Verso l'XI secolo la cultura occidentale entrò in contatto con quella araba e grazie anche alla scuola di traduttori di Toledo e a persone come Adelardo di Bath, iniziarono a circolare in Europa le traduzioni dall'arabo di classici matematici antichi come gli Elementi ma anche di lavori arabi quali l'Algebra di al-Khwarizmi e greci come l'Almagesto di Tolomeo. Verso quel periodo si situa anche la rinascita economica dell'Occidente che portò i commercianti a fare sempre più uso della matematica.

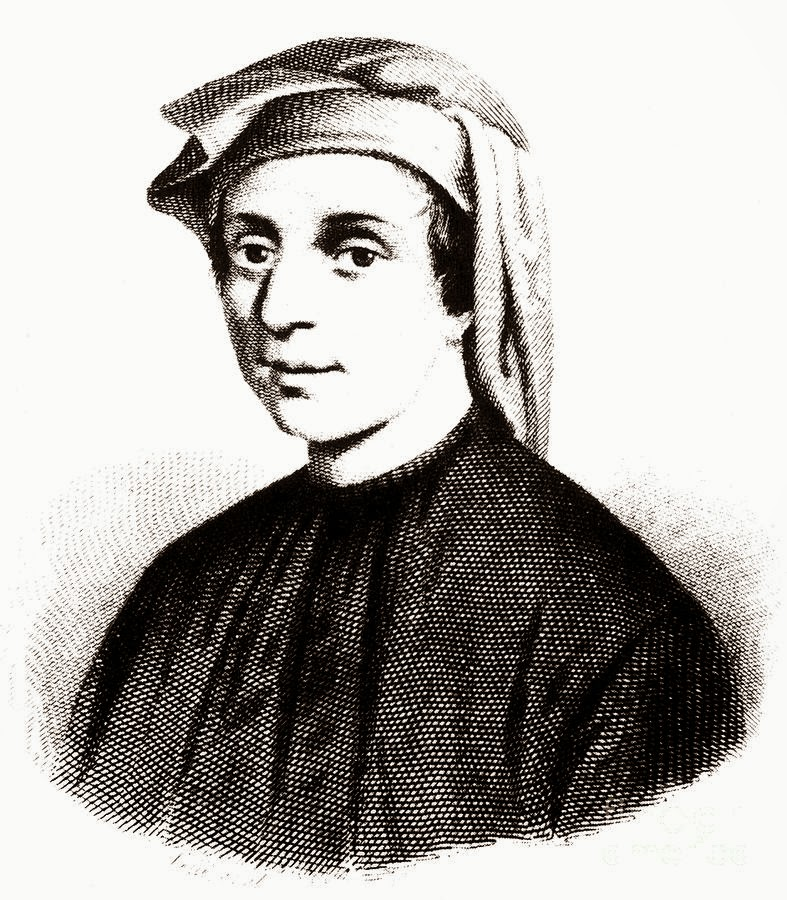
Leonardo pisano detto il Fibonacci.

Leonardo Fibonacci (1170-1250 ca), detto anche Leonardo Pisano, fu probabilmente il più grande matematico del periodo. Nel suo Liber abbaci (1202), fece conoscere in Europa il sistema di numerazione decimale e lo zero. Nel trattato si trovano molti problemi di natura pratica o commerciale, alcuni di essi comunque svelano le grandi doti di matematico di Fibonacci come quello della moltiplicazione dei conigli che genera la sequenza di Fibonacci.
Inoltre espone le regole per trasformare una qualunque frazione in una frazione egizia. Nella sua opera vengono esposte anche l'identità di Fibonacci e il metodo di falsa posizione e quello della doppia falsa posizione.
Nei secoli successivi lo sviluppo della matematica accelerò. Nicola Oresme (1323 – 1382) anticipò anche i concetti di potenza irrazionale e grafico di una funzione: fu infatti il primo ad avere l'idea di rappresentare il movimento con un grafico alla maniera moderna. Fu uno dei primi ad occuparsi di serie infinite, scoprendo i risultati di molte di esse e dimostrando la divergenza della serie armonica. Lo studio delle serie infinite fu forse l'argomento più innovativo della matematica medioevale. Oresme rimane una delle menti più innovative di tutta la matematica medioevale europea ma molte delle sue idee furono dimenticate e dovettero aspettare secoli per essere riscoperte e rielaborate.
Nel XV secolo si può situare la nascita della matematica europea moderna. Le opere del tedesco Regiomontano apportarono un enorme sviluppo alla trigonometria. Luca Pacioli (1445-1514) riassunse tutte le conoscenze matematiche del tempo nella sua Summa. Gli artisti Leon Battista Alberti, Piero della Francesca e Albrecht Dürer si interessarono invece di prospettiva e di geometria descrittiva.

## XVI secolo

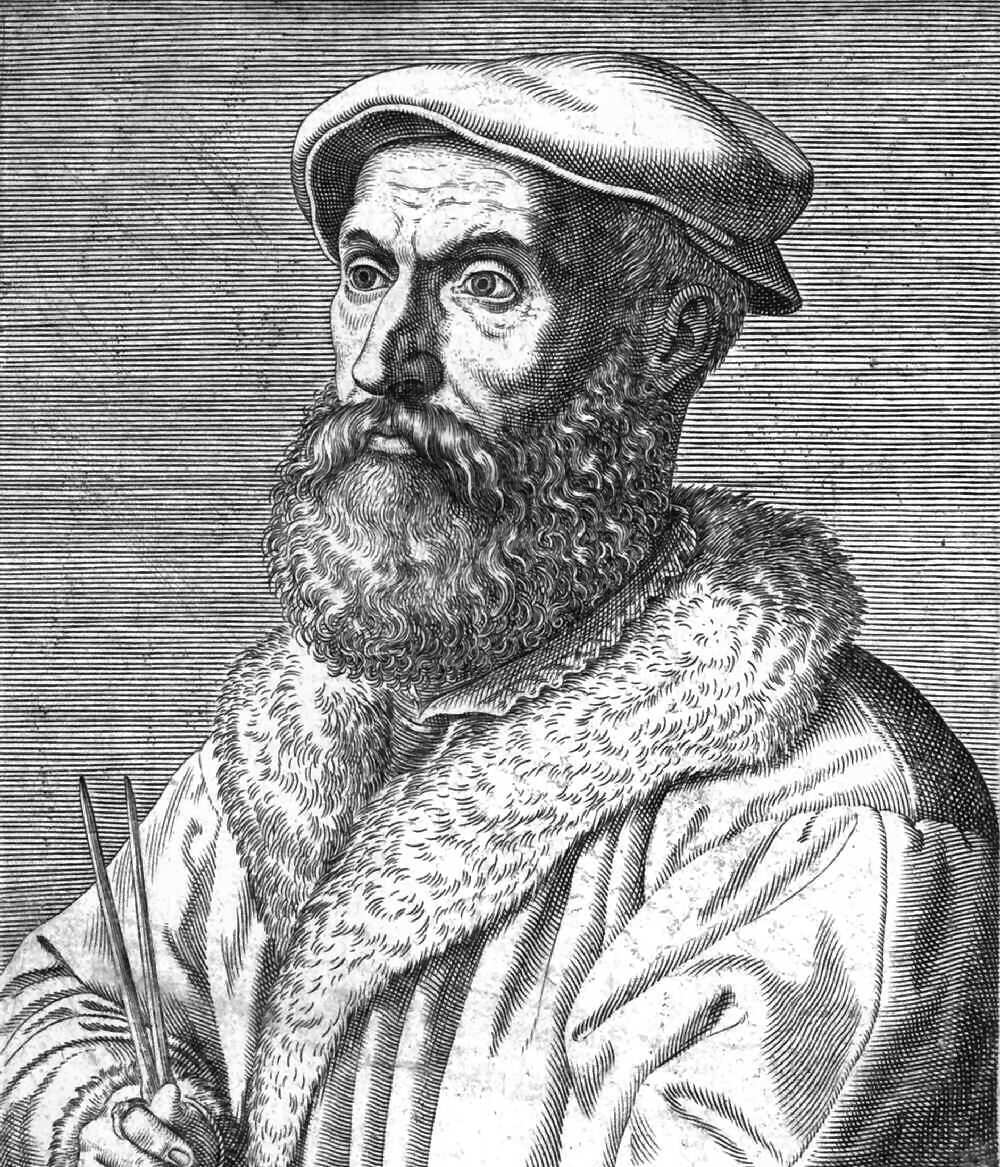
Niccolò Tartaglia.

Nell'Europa del cinquecento, e in particolare in Italia, si diffuse un forte interesse per l'algebra. In questo secolo si cominciarono ad accettare i numeri negativi chiamati spesso "falsi". I matematici iniziarono a sfidarsi pubblicamente a risolvere alcuni problemi. Su queste competizioni si basava gran parte della fama dei matematici; è dunque comprensibile come molte scoperte rimanessero per molto tempo segrete, in modo da poter servire come "arma" nei confronti pubblici.
Fu questo il caso della soluzione per radicali dell'equazione di terzo grado, scoperta nel 1510 da Scipione del Ferro, ma tenuta segreta e riscoperta successivamente da Niccolò Tartaglia (circa 1499-1557), uno dei più importanti matematici del periodo e autore fra l'altro di una traduzione degli Elementi in italiano. Tartaglia riuscì così a diventare uno dei matematici più in vista dell'epoca e confidò, sembra sotto giuramento, il metodo risolutivo a un altro protagonista della matematica rinascimentale, Girolamo Cardano (1501-1576). Egli non esitò però a pubblicarlo risolutivo nella sua opera Ars magna del 1545. Ciò fece nascere una disputa tra i due che si concluse con la sconfitta di Tartaglia (Si veda l'approfondimento per maggiori informazioni).
Nell'Ars magna veniva anche esposto il metodo risolutivo dell'equazione di quarto grado, scoperto non da Cardano, bensì dal suo allievo Lodovico Ferrari. Molti considerano la pubblicazione dell'Ars magna come il vero atto d'inizio della matematica moderna.
Cardano fu il primo ad accorgersi che in certi casi la formula risolutiva dell'equazione di terzo grado richiedeva di calcolare la radice quadrata di un numero negativo, nel caso in cui c'erano tre soluzioni (reali). Rafael Bombelli (1526-1573), nella sua Algebra, propose di trattare le radici quadrate dei numeri negativi (chiamati da Bombelli, più di meno) come se fossero dei numeri a tutti gli effetti, fintantoché venissero eliminati alla fine delle operazioni di risoluzione. Bombelli dimostrò un'apertura notevole, visto che alcuni fra i suoi contemporanei faticavano persino ad accettare la nozione di numero negativo.
François Viète (1540-1603) dette importanti contributi alla trigonometria scoprendo le formule di prostaferesi. Scoprì inoltre la famosa formula di Viète per il calcolo di pi greco. A lui e a Albert Girard si devono anche le formule che collegano i coefficienti e le radici di un'equazione. Risolse anche una particolare equazione di quarantacinquesimo grado utilizzando metodi trigonometrici e trovò anche un altro modo per risolvere l'equazione di terzo grado (vedi approfondimento).
Forse la scoperta più innovativa del periodo furono i logaritmi descritti da John Napier nel Mirifici logarithmorum canonis descriptio. Questa scoperta facilitò enormemente i calcoli soprattutto astronomici, riducendo le moltiplicazioni a somme e l'elevazione a potenza a moltiplicazioni.
Nel XVI secolo vi fu anche un'ampia rivoluzione della notazione matematica: nel 1489 Johann Widman usò per primo i segni + e -, nel 1557 Robert Recorde inventò il segno =, successivamente William Oughtred utilizzò il segno x per indicare la moltiplicazione e Thomas Harriot i segni > e <. Viète fu invece il primo ad usare lettere per indicare i coefficienti delle equazioni, pratica che si sarebbe evoluta fino alla forma attuale assunta con Cartesio.

## XVII secolo

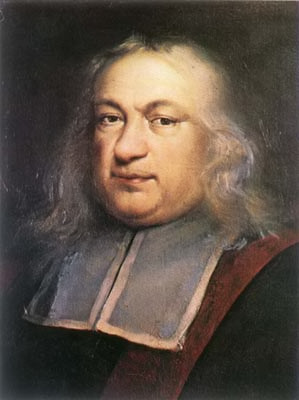
Pierre de Fermat

Nel XVII secolo la matematica europea ricevette un forte impulso. Gli uomini di scienza iniziarono a riunirsi in accademie o società come la Royal Society e la Académie française e furono istituite le prime cattedre di matematica nelle università. Ciò indubbiamente favorì lo sviluppo delle tecniche matematiche.
Gli italiani Bonaventura Cavalieri (1598-1647) e Evangelista Torricelli (1608-1647) inventarono il cosiddetto "metodo degli indivisibili" che lavorava sulle figure solide come composte da infiniti piani di spessore infinitesimo. Nonostante questo tipo di geometria fosse fondato su basi poco rigorose e soggetto perciò a molte critiche, usandolo si giunse ad importanti risultati come il teorema di Pappo Guldino e il principio di Cavalieri. Il metodo era in realtà una prima formulazione della geometria integrale ma ancora i concetti che stavano alla base dell'analisi non erano molto chiari.
Un ulteriore sviluppo della geometria si ebbe nel 1637 quando Descartes (Cartesio) (1596-1650) pubblicò La Gèometrie nel quale illustrava i concetti fondamentali della geometria analitica, già scoperti in realtà da Fermat. Il principio della geometria analitica consisteva nel tracciare nel piano due assi perpendicolari detti appunto cartesiani (ascissa e ordinata) e di descrivere una curva come l'insieme di soluzioni di un'equazione a due incognite. La geometria si riduceva così allo studio di equazioni algebriche. Questa scoperta portò una rivoluzione concettuale enorme poiché da quel punto in poi linee, piani e curve furono visti in maniera algebrica, e non il contrario come si era fatto fino ad allora.
Successivamente Gilles Roberval, Christiaan Huygens, John Wallis, Christopher Wren e Blaise Pascal (1623-1662) applicarono la geometria analitica per risolvere vari problemi riguardanti quadrature di archi e di aree sottese da varie curve. Pierre Fermat (1601-1665) e Cartesio si occuparono invece del problema delle tangenti (la determinazione della tangente in un dato punto di una curva) dando due interpretazioni diverse. Il metodo delle tangenti di Fermat è il più moderno dei due e anticipa il concetto di derivata anche se Fermat non riuscì a giustificare del tutto alcuni passaggi. Questo problema avrebbe portato alla nascita del calcolo differenziale.
Pascal oltre che di geometria si occupò di combinatoria riuscendo a capire la correlazione di questa disciplina con il coefficiente binomiale. Utilizzò poi il Triangolo di Pascal anche se esso era già noto ad altri matematici come Tartaglia. Sviluppò queste idee in una corrispondenza con Fermat nella quale si ponevano anche le fondamenta del moderno calcolo delle probabilità.
Fermat fu uno dei matematici più produttivi del secolo nonostante fosse un magistrato e si occupasse della materia da dilettante. Oltre ai già citati contributi alla geometria, Fermat diede un enorme contributo alla Teoria dei numeri: studiò l'equazione di Pell (chiamata anche equazione di Pell-Fermat); introdusse i numeri primi di Fermat; congetturò infine una quantità impressionante di teoremi come il piccolo teorema di Fermat e il teorema di Fermat sulle somme di due quadrati. La maggior parte di questi teoremi fu dimostrata da Euler ma per la congettura più famosa del matematico francese, ossia l'ultimo teorema di Fermat, si dovette attendere addirittura fino al 1994.

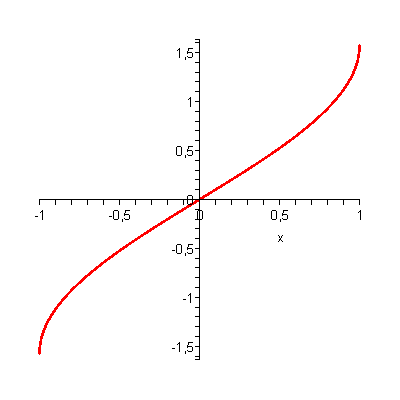
Un esempio di curva nella geometria analitica.

In questo secolo lo studio degli algoritmi infiniti quali serie e prodotti infiniti divenne una branca centrale della matematica. John Wallis (1616-1703) fu uno dei matematici più produttivi in questo campo. Tra i suoi contributi più importanti si ricordano il prodotto di Wallis pubblicato nella Arithmetica Infinitorum (1655) che costituisce il suo capolavoro. In questo volume Wallis si avvicina molto al calcolo infinitesimale compiendo delle vere e proprie integrazioni. Pietro Mengoli e Nicolaus Mercator scoprirono le serie che oggi portano il loro nome. Un altro contributo importante venne da Gottfried Leibniz (1646-1716) a cui si deve, tra l'altro, la formula di Leibniz per pi. Isaac Barrow e James Gregory portarono ulteriormente avanti queste idee e riuscirono ad arrivare a tecniche estremamente simili al calcolo infinitesimale.
Il calcolo infinitesimale nacque compiutamente pochi anni dopo, grazie all'opera di Isaac Newton (1642-1727) e Leibniz che svilupparono contemporaneamente le idee fondamentali come quelle di derivazione e integrazione e dimostrarono il teorema fondamentale del calcolo infinitesimale. Newton tenne per sé le sue scoperte e quando le pubblicò molti anni dopo scoppiò una violenta disputa che lo vide contrapposto al tedesco. Il calcolo si diffuse rapidamente, nonostante alcune riserve dovute soprattutto ai concetti usati, definiti allora in modo poco rigoroso.
Tra i sostenitori del calcolo ci furono i fratelli Jakob (1654-1705) e Johann Bernoulli (1667-1748), due membri di una prodigiosa famiglia che avrebbe dato al mondo più di un talento matematico. I due svilupparono il calcolo affrontando problemi come quello della brachistocrona e della rettificazione della lemniscata. Jakob studiò poi la spirale logaritmica trovandone molte proprietà e il calcolo delle probabilità enunciando la legge dei grandi numeri e il paradosso di San Pietroburgo. Insieme a Leibniz iniziarono per primi a studiare le equazioni differenziali aprendo così la strada per gli sviluppi futuri.
Anche il marchese de l'Hôpital studiò il calcolo scoprendo la cosiddetta Regola di De l'Hôpital (scoperta in realtà da Bernoulli). Brook Taylor invece scoprì le serie di Taylor (già note in realtà ad altri matematici) che avrebbero avuto un'importanza fondamentale nello sviluppo dell'analisi complessa.
In questo secolo apparvero anche le prime macchine calcolatrici meccaniche. Pascal ne inventò una capace di fare somme e sottrazioni, mentre una macchina di Leibniz eseguiva anche moltiplicazioni e divisioni. Anche Wilhelm Schickard ne sviluppò una, anche se si trattava di un oggetto non commerciabile. Infatti, le prime calcolatrici che ebbero diffusione furono prodotte nel XIX secolo, quando la tecnologia meccanica indotta dalla rivoluzione industriale consentì di produrre a costi contenuti apparecchiature pratiche ed affidabili.

## XVIII secolo

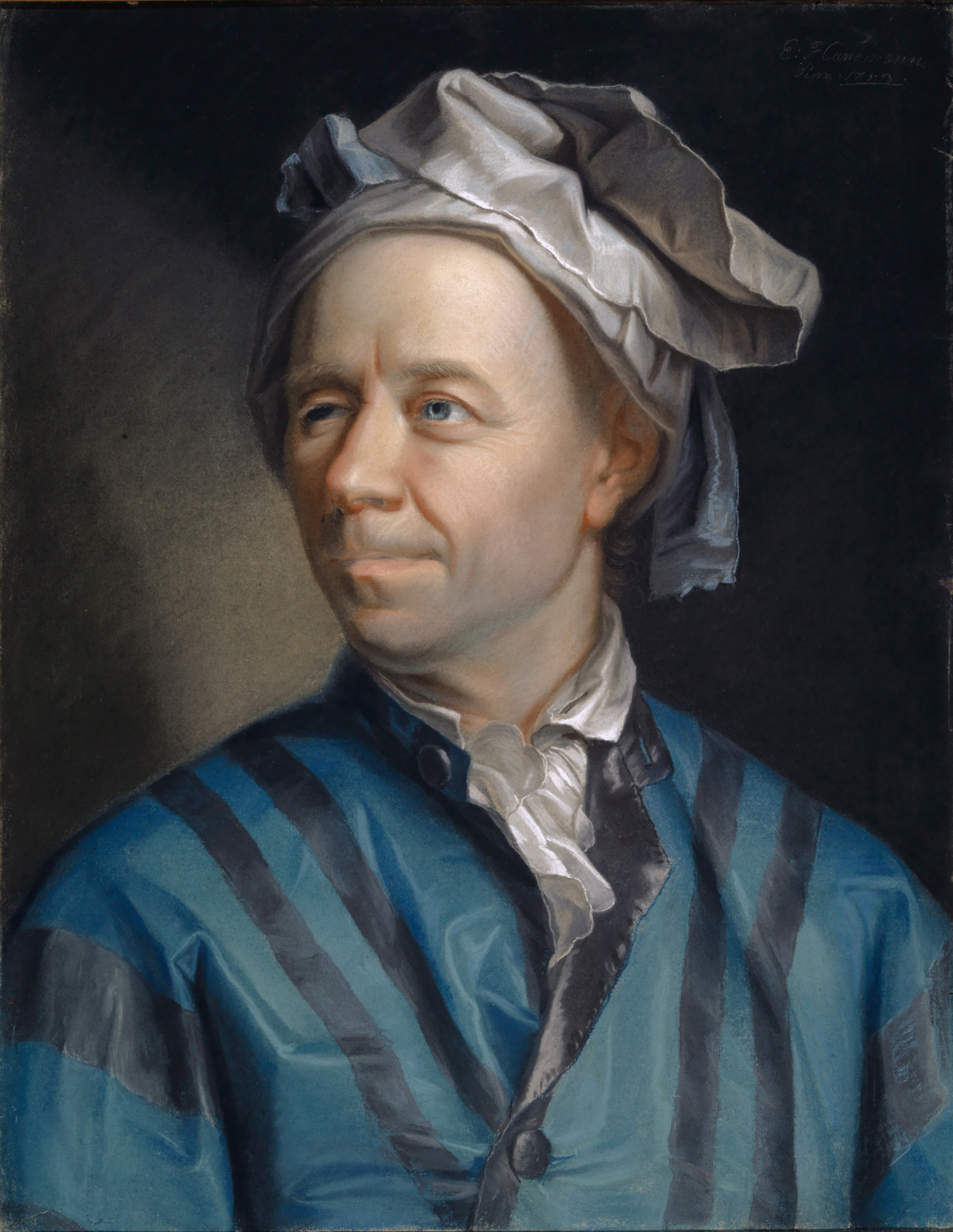
Leonhard Euler.

Il campo di studio fondamentale del XVIII secolo fu l'analisi matematica. Proseguendo l'opera dei Bernoulli, Leonhard Euler (1707-1783) (chiamato anche Eulero) trovò la soluzione al problema di Basilea, introdusse la costante di Eulero-Mascheroni e le funzioni gamma e beta. Trovò poi molti metodi per la soluzione delle equazioni differenziali usati anche oggi e insieme all'amico Jean d'Alembert (1717-1783) affrontò molti problemi di meccanica razionale come la determinazione esatta del moto della Luna. Insieme a d'Alembert e a Daniel Bernoulli (figlio di Jakob) studiò poi il moto dei fluidi.
D'Alembert riuscì invece a risolvere l'equazione differenziale nota come equazione di d'Alembert-Lagrange. Studiò poi vari problemi di teoria dei giochi e il calcolo delle probabilità. Si occupò anche di algebra cercando a più riprese di dimostrare il teorema fondamentale dell'algebra. Nonostante queste dimostrazioni fossero in parte lacunose e il teorema sarebbe stato dimostrato rigorosamente solo da Gauss, il teorema è spesso chiamato teorema di d'Alembert.
Eulero fu uno dei più grandi matematici di tutti i tempi. Produsse più di 886 pubblicazioni su ogni branca della matematica nonostante nell'ultima parte della sua vita fosse divenuto cieco. Tra le opere principali spicca l' Introductio in analysin infinitorum (1748). Diede importanti contributi alla notazione matematica introducendo i simboli oggi accettati per le funzioni trigonometriche, la sommatoria, la funzione generica e per i numeri e ed i. Diffuse anche l'uso del simbolo {\displaystyle \pi }
Fu anche un importante teorico dei numeri, materia che ebbe un notevole sviluppo in questo secolo. Scoprì il prodotto di Eulero, grazie al quale fornì una dimostrazione dell'infinità dei numeri primi, dando così di fatto inizio alla teoria analitica dei numeri che usa procedimenti analitici per raggiungere risultati aritmetici. Dimostrò poi molti dei teoremi lasciati indimostrati da Fermat e introdusse la funzione phi di Eulero.
Christian Goldbach enunciò la sua famosa congettura tutt'oggi irrisolta che afferma che ogni numero pari eccetto 2 è esprimibile come somma di due numeri primi.
In questo periodo i numeri immaginari e quelli complessi furono accettati completamente. L'analisi complessa divenne una branca importante della matematica: Eulero studiò le serie di Taylor trovando le espansioni in serie di molte funzioni. Grazie a ciò riuscì a scoprire le estensioni di moltissime funzioni reali in campo complesso, come per esempio le funzioni trigonometriche, la funzione logaritmica e la funzione esponenziale. Grazie a quest'ultima estensione trovò l'identità di Eulero:
{\displaystyle e^{i\pi }+1=0}
considerata da molti la più bella formula della matematica. Altri contributi alla materia giunsero da Abraham de Moivre.
In questo secolo si assistette anche alla nascita della topologia e della teoria dei grafi soprattutto per via delle scoperte di Eulero. Egli infatti risolse il problema dei ponti di Königsberg che chiedeva se fosse possibile attraversare tutti i ponti della città di Königsberg (Kaliningrad) una sola volta e tornare al punto di partenza. Eulero scoprì che ciò non era possibile e il ragionamento che usò sta alla base della moderna teoria dei grafi. Il matematico svizzero scoprì poi anche la formula che mette in relazione il numero dei vertici delle facce e degli spigoli di un poliedro convesso. Queste scoperte possono essere considerate come l'inizio della moderna topologia.

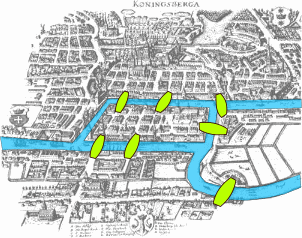
La città di Königsberg ai tempi di Eulero con i ponti messi in evidenza

Lorenzo Mascheroni dimostrò che se una retta si considera nota quando sono stati individuati due suoi punti allora tutte le figure costruibili con riga e compasso sono costruibili col solo compasso. Vi furono anche diversi tentativi di dimostrare il quinto postulato di Euclide partendo dagli altri quattro. Tra questi si ricordano quello di Girolamo Saccheri, Vitale Giordano, e Johann Heinrich Lambert. Quest'ultimo si avvicinò molto alla geometria non euclidea. Lambert è ricordato anche per aver dimostrato che {\displaystyle \pi } è irrazionale (vedi dimostrazione della irrazionalità di π).
Ci furono sviluppi anche nel campo del calcolo delle probabilità: Thomas Bayes dimostrò il teorema che porta il suo nome e Georges-Louis Leclerc, conte di Buffon diede inizio al metodo Monte Carlo con il famoso problema dell'ago di Buffon.
Nella seconda metà del secolo Parigi divenne il più importante centro matematico e scientifico del tempo. Questo avvenne grazie alla presenza di matematici come Pierre Simon Laplace (1749-1827) e Joseph-Louis Lagrange (1736-1837) e all'istituzione di scuole di carattere scientifico come l'École polytechnique e l'École normale supérieure che fornirono validi matematici alla Francia.
Laplace e Lagrange si occuparono di meccanica celeste. Dopo il lavoro di Newton essa divenne uno degli argomenti più trattati del secolo.
Laplace nella sua Mécanique Céleste  dimostrò che il sistema solare sarebbe rimasto stabile per un lungo intervallo di tempo. Introdusse le armoniche sferiche la trasformata di Laplace e il Laplaciano. Fu uno dei primi a utilizzare il concetto di potenziale dimostrando che esso soddisfa sempre l'equazione di Laplace. Si occupò anche di teoria della probabilità e statistica riscoprendo il teorema di Bayes e fornendo una dimostrazione rigorosa del metodo dei minimi quadrati.
Lagrange invece nella sua Mécanique analytique introdusse il concetto di funzione lagrangiana. Insieme ad Eulero fu tra i creatori del calcolo delle variazioni ricavando le equazioni di Eulero-Lagrange. Studiò inoltre il problema dei tre corpi trovando i punti di Lagrange. Scoprì il metodo dei moltiplicatori di Lagrange per la risoluzione delle equazioni differenziali. Introdusse la notazione usata ancora oggi per il calcolo differenziale e trovò un metodo per la soluzione delle equazioni di qualunque grado che però si rivela utile solo fino al quarto. Dimostrò poi il teorema di Lagrange e contribuì molto anche alla teoria dei numeri dimostrando ad esempio il teorema dei quattro quadrati. Studiò anche la geometria analitica solida ottenendo discreti risultati.
Un altro importante matematico del periodo fu Adrien-Marie Legendre (1752-1833) che studiò gli integrali ellittici introducendo quelli della prima e della seconda specie. Congetturò il metodo dei minimi quadrati indipendentemente da Gauss. Fu anche un brillante teorico dei numeri: dimostrò l'ultimo teorema di Fermat per il caso n=5, dimostrò l'irrazionalità di {\displaystyle \pi ^{2}} e scoprì la legge di reciprocità quadratica esponendola nella sua forma attuale. Sempre indipendentemente da Gauss congetturò il Teorema dei numeri primi.
Gaspard Monge dette invece contributi fondamentali alla geometria descrittiva.
Nel 1742 Johann Christoph Heilbronner pubblica la Historia matheseos, la prima opera a trattare esplicitamente di storia della matematica.

## XIX secolo

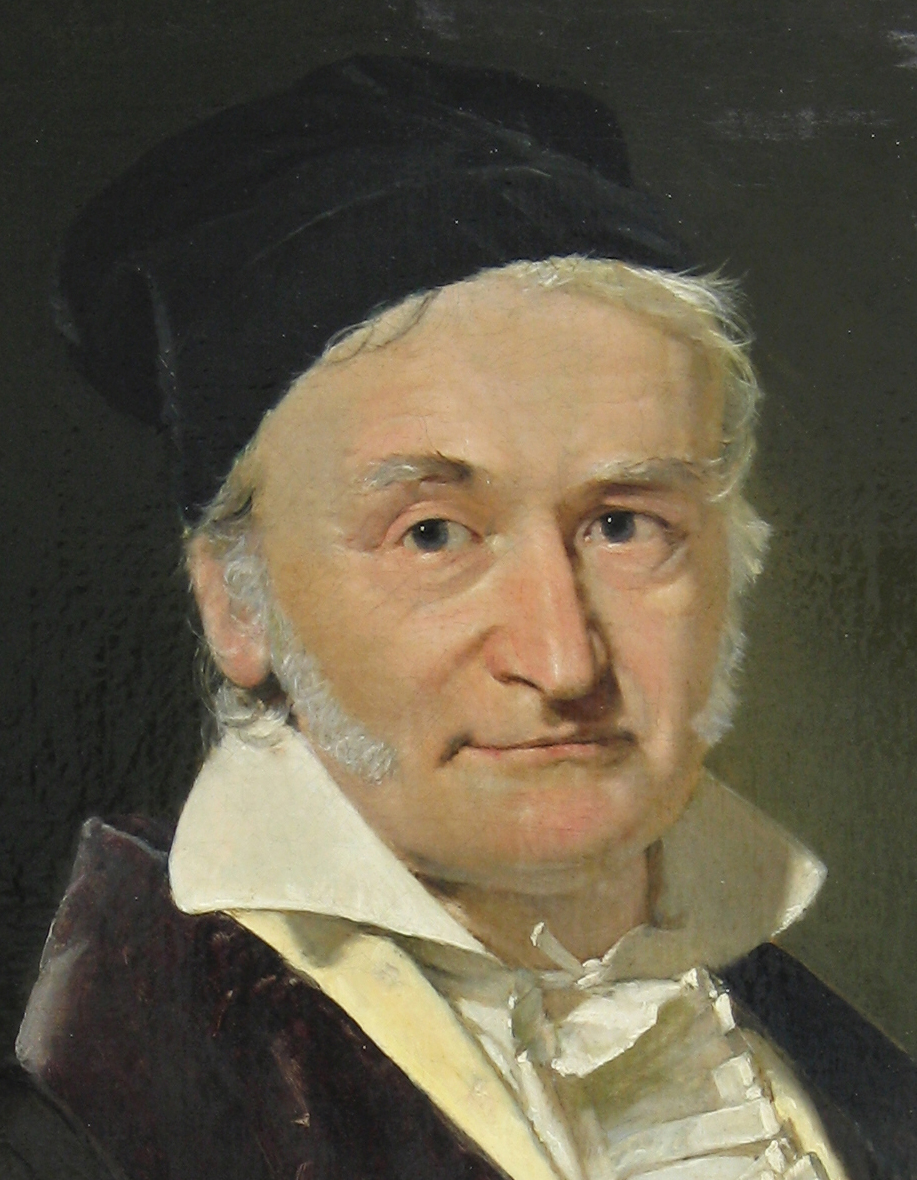
Carl Friedrich Gauss

Questo secolo è spesso chiamato L'età dell'oro della matematica. Durante il XIX secolo nacquero i primi periodici matematici come il Journal di Crelle e il Journal di Liouville. I matematici iniziarono a riunirsi nelle facoltà universitarie. Nacquero le prime società matematiche, come la London Mathematical Society. Fu confermato il primato di Parigi grazie a una geniale generazione di matematici, ma nella seconda parte del secolo il centro più importante per gli studi matematici divenne Gottinga dove risiedevano matematici come Gauss, Riemann e Dirichlet.

### Algebra
L'algebra ricevette nei primi anni del XIX secolo un grande impulso: Carl Friedrich Gauss (1777-1855) fu il primo a dimostrare il teorema fondamentale dell'algebra nel 1799. Nella sua dimostrazione introdusse il piano complesso che avrebbe avuto un'importanza fondamentale nello sviluppo dell'analisi complessa. Augustin-Louis Cauchy (1789-1857) e Carl Jacobi (1804-1851) chiarirono il concetto di determinante di una matrice e dimostrarono importanti teoremi di algebra lineare. Jacobi introdusse poi il concetto di matrice jacobiana.
Évariste Galois (1811-1832) e Niels Abel (1802-1829), entrambi morti giovanissimi, studiarono la risolubilità delle equazioni di grado superiore al quarto. Abel dimostrò il teorema di Abel-Ruffini che stabilisce l'impossibilità di risolvere per radicali le equazioni di quinto grado. Galois invece stabilì la non risolubilità per radicali delle equazioni di grado superiore al quinto e il suo lavoro è all'origine della teoria di Galois, importante branca dell'algebra astratta.

### Analisi
L'analisi matematica fu invece posta su basi sempre più ben definite. Cauchy definì rigorosamente il concetto di derivata come limite del rapporto incrementale tra la funzione e la variabile e quello di funzione continua. Chiarì anche il concetto di limite anche se Karl Weierstrass formalizzò meglio la sua definizione. Bernhard Riemann chiarì invece il concetto di integrale (integrale di Riemann). Bernard Bolzano aveva sviluppato molte di queste definizioni precedentemente, ma la sua opera restò sconosciuta per decenni.
Grazie a questi passi avanti, Cauchy riuscì a estendere i concetti del calcolo infinitesimale alle funzioni a variabile complessa scoprendo il teorema integrale e la formula integrale di Cauchy. Scoprì anche il criterio di convergenza di Cauchy. Oltre ai già menzionati contributi all'algebra lineare Cauchy si occupò anche di statistica (variabile casuale di Cauchy), meccanica e soprattutto teoria dei numeri. Arrivò vicino a dimostrare l'ultimo teorema di Fermat.
Partendo da un precedente lavoro di Abel, Jacobi diede importanti contributi alla comprensione degli integrali ellittici scoprendo la doppia periodicità di alcuni di essi e introducendo le funzioni ellittiche jacobiane. Joseph Fourier invece studiò il movimento ondulatorio e il calore. Introdusse poi le serie di Fourier e la trasformata di Fourier.

### Teoria dei numeri
Carl Friedrich Gauss fu senza dubbio uno dei matematici più importanti del secolo e di tutti i tempi. Visse buona parte della sua vita a Gottinga che divenne ben presto uno dei centri più importanti della matematica europea. Ricercò in quasi tutte le branche della matematica. Dopo aver dimostrato il teorema fondamentale dell'algebra, si occupò soprattutto di teoria dei numeri pubblicando nel 1801 le Disquisitiones Arithmeticae. La teoria dei numeri vide in questo secolo l'introduzione di nuovi concetti sempre più legati ai metodi analitici. Nelle Disquisitiones Gauss introduceva l'aritmetica modulare, che avrebbe facilitato moltissimo la scrittura e la comprensione di teoremi relativi a questo campo d'indagine. Sempre in questo volume introduceva il concetto di intero gaussiano. Congetturò poi indipendentemente da Legendre il metodo dei minimi quadrati e il teorema dei numeri primi, che mette in relazione la distribuzione di questi con la funzione logaritmica. Il teorema sarà dimostrato solo nel 1894 da Jacques Hadamard e Charles de La Vallée-Poussin. Gauss fu anche un grande statistico; la variabile casuale normale che descrive la distribuzione degli errori è dovuta a lui.
Alla morte di Gauss, Peter Gustav Dirichlet (1805-1859) gli successe nel suo posto di insegnante. Egli dimostrò il teorema secondo il quale in tutte le progressioni aritmetiche si trovano infiniti numeri primi, (teorema di Dirichlet) usando complessi metodi analitici. Introdusse anche la convoluzione di Dirichlet.
Il lavoro più importante nella teoria dei numeri fu però quello di Bernhard Riemann (1826-1866), il successore di Dirichlet a Gottinga che in un articolo del 1859 introdusse formalmente la funzione zeta di Riemann. Egli capì il collegamento di questa con la distribuzione dei numeri primi e studiando i valori complessi della funzione zeta congetturò che tutti i suoi zeri complessi avessero parte reale un mezzo. Questa congettura nota come ipotesi di Riemann non è ancora stata risolta; se lo fosse, potrebbero essere dimostrati moltissimi teoremi, tra cui una formula che approssima la distribuzione dei numeri primi nella maniera migliore possibile.
Joseph Liouville dimostrò nel 1844 l'esistenza di numeri trascendenti costruendo appositamente alcuni esempi come la costante di Liouville. Successivamente Charles Hermite dimostrò la trascendenza di e e Ferdinand von Lindemann quella di π. Grazie a queste ed altre scoperte si dimostrò la non risolubilità con riga e compasso dei tre problemi classici dell'antica Grecia.

### Geometria
Nel XIX secolo la geometria, dopo un secolo in cui non aveva fatto praticamente progressi, ritornò ad essere una materia importante di studio. Gauss trovò le condizioni per cui un poligono regolare poteva essere costruito usando solo riga e compasso, risolvendo un problema che restava aperto da millenni. Sempre Gauss diede inizio ad una nuova branca della geometria, la geometria differenziale, introducendo il concetto di curvatura di una superficie.

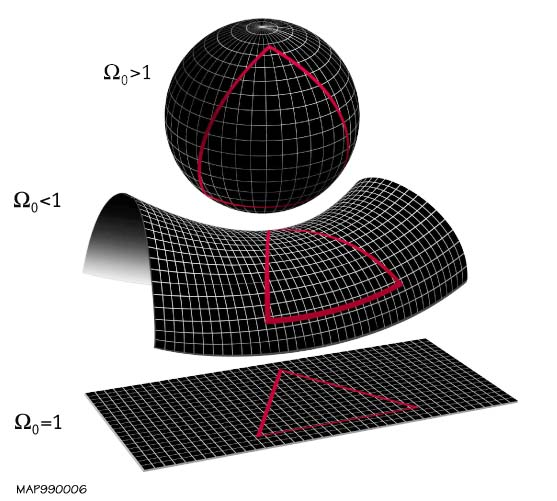
Schema delle principali geometrie: ellittica, iperbolica ed euclidea

Jakob Steiner (1796-1863) dimostrò che tutte le figure costruibili usando riga e compasso possono essere costruite usando solo la riga e una circonferenza iniziale. Abbozzò poi la prima dimostrazione del problema isoperimetrico che sarebbe stata completata da altri. Julius Plücker introdusse il metodo delle notazioni geometriche abbreviate e dimostrò il principio di dualità. Studiò la possibilità di una geometria a quattro o più dimensioni spaziali. Insieme ad August Ferdinand Möbius introdusse le coordinate omogenee. Möbius introdusse poi la funzione di Möbius e studiò la topologia (nastro di Möbius).
Ma l'innovazione più importante del secolo in geometria furono le geometrie non euclidee. Gauss, cercando di dimostrare il V postulato di Euclide, arrivò alla rivoluzionaria conclusione che potevano esistere geometrie indipendenti dal postulato e iniziò a studiare la geometria iperbolica. Janos Bolyai arrivò alla stessa conclusione. Tuttavia il vero sviluppatore della geometria iperbolica fu il russo Nikolai Ivanovich Lobachevsky (1792-1856). In questa geometria per un punto passano infinite rette che non incontrano una retta data, e la somma degli angoli di un triangolo è sempre inferiore a 180º.
Il già menzionato Riemann diede un contributo fondamentale allo studio delle geometrie non euclidee definendo il concetto di linea retta come di geodetica di uno spazio. Studiò poi la geometria costruita sulla superficie di una sfera; la geometria ellittica o riemanniana. In questa geometria non esistono rette parallele, in quanto una retta è un cerchio massimo, e la somma degli angoli interni di un triangolo è sempre superiore a 180º. Riemann si occupò anche di topologia introducendo le superfici di Riemann. Anticipò il concetto di metrica e di tensore. Einstein usò i suoi risultati per descrivere lo spazio della relatività generale.
Il concetto rivoluzionario che stava alla base di queste geometrie faticò molto ad essere accettato. Henri Poincaré (1854-1912), Felix Klein (1849-1925) e Eugenio Beltrami dimostrarono la coerenza e l'indipendenza dal V postulato di queste geometrie, sancendo così la loro accettazione. Inoltre scoprirono il disco di Poincaré e la pseudosfera, due modelli fisici di geometria iperbolica. Poincaré fu anche l'inventore di quella importante branca della topologia nota come topologia algebrica. È perciò spesso considerato come il padre della topologia moderna. Si occupò di quasi tutte le branche della matematica dell'epoca apportando numerosi sviluppi. Scoprì le funzioni fuchsiane. Formulò poi la famosa congettura di Poincaré e introdusse l'attrattore strano ponendosi così tra i precursori della teoria del caos. Si occupò anche di meccanica. Felix Klein invece introdusse il concetto algebrico di gruppo in geometria ottenendo definizioni molto generali. Scoprì anche la famosa superficie topologica nota come bottiglia di Klein.

### Algebra astratta
Verso la meta del XIX secolo nacque l'algebra astratta. Galois fu precursore in questo campo introducendo i concetti di gruppo e di permutazione. La teoria dei gruppi è anticipata già da lavori di Lagrange e Cauchy ma soprattutto di Abel (gruppo abeliano). Galois fu il primo a collegarla con la teoria dei campi nei suoi lavori sulla risolubilità delle equazioni. Questi lavori vennero poi formalizzati e sviluppati da Leopold Kronecker.
Le nuove teorie algebriche ricevettero attenzione in Inghilterra dove da più di un secolo la matematica era caduta in una fase di torpore. L'irlandese William Rowan Hamilton (1805-1865), volendo estendere alla terza dimensione il piano di Gauss, introdusse i quaternioni, creando così un'algebra del tutto nuova dove non valevano tutte le regole di quella ordinaria, venendo a mancare la proprietà commutativa della moltiplicazione. Hamilton arrivò anche a riformulare in maniera astratta la meccanica lagrangiana (meccanica hamiltoniana) e dimostrò il teorema di Cayley-Hamilton. Arthur Cayley studiò invece l'algebra delle matrici definendo i concetti di moltiplicazione e somma su questi enti. Studiò l'algebra degli ottetti chiamata spesso anche algebra di Cayley.
George Boole (1815-1864), infine, definì le operazioni algebriche per gli insiemi, dando inizio così alla cosiddetta algebra di Boole. Questa teoria avrebbe avuto un'importanza fondamentale nello sviluppo della logica matematica, di cui Boole può benissimo essere considerato il padre, e della teoria dell'informazione.

### Logica, teoria degli insiemi
Nella seconda metà del secolo si incominciò a studiare il concetto di numero, cercando di definirlo logicamente. Weiestrass e Richard Dedekind definirono il concetto di numero reale partendo da quello di numero naturale e di numero razionale. Il logico Gottlob Frege (1848-1925) cercò di definire il concetto di numero naturale su basi logiche, riconducendo così l'intera matematica alla logica. Tuttavia la sua definizione che si basava sul concetto di cardinalità di un insieme fu messa in crisi all'inizio del secolo successivo. Giuseppe Peano (1858-1932) tentò invece di basare la matematica in modo assiomatico. Introdusse quindi cinque assiomi che descrivevano il concetto di numero naturale spesso chiamati assiomi di Peano. Anche questo tentativo era però destinato a fallire.
Dedekind definì per primo l'infinità di un insieme come il fatto che un suo sottoinsieme potesse essere messo in corrispondenza biunivoca con esso. Partendo da questo lavoro Georg Cantor (1845-1918) iniziò a studiare gli insiemi infiniti, scoprendo che i numeri interi sono tanti quanti i numeri razionali (ossia i due insiemi hanno la stessa potenza) ma che l'insieme infinito dei numeri reali è più grande di quello dei razionali. Congetturò poi che non vi fossero altre potenzialità di infinito tra questi due insiemi. La congettura è chiamata ipotesi del continuo. Queste scoperte paradossali generarono scetticismo nella comunità dei matematici: nonostante ciò, le idee di Cantor sono alla base della moderna teoria degli insiemi.

## XX secolo

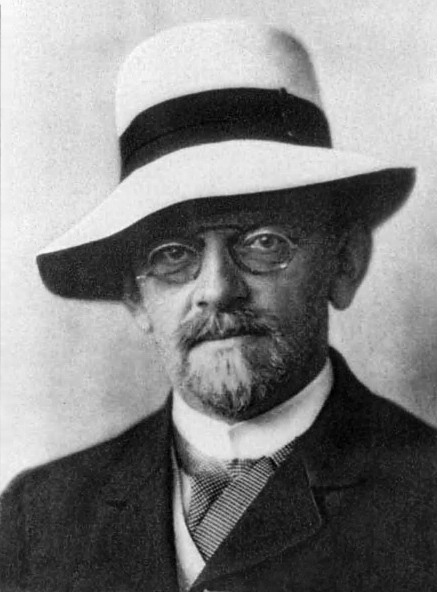
David Hilbert

Prima del ventesimo secolo, il numero di matematici creativi attivi contemporaneamente nel mondo era inferiore al centinaio. I matematici erano di norma benestanti o supportati da ricchi possidenti. Vi erano pochi impieghi possibili, quali insegnare nelle università o nelle scuole superiori. La professione del matematico divenne realtà solo nel ventesimo secolo. I matematici iniziarono a lavorare in gruppo. Il centro dell'attività matematica nella prima metà del secolo fu Gottinga per poi divenire negli anni cinquanta Princeton. Furono istituiti vari premi matematici, a partire dalla medaglia Fields (1936) e il premio Wolf per la matematica (1978), mentre manca il premio Nobel per la matematica.
In questo secolo si vide una moltiplicazione di teoremi e scoperte matematiche. Per stabilire delle linee guida, David Hilbert (1862-1947) in un congresso del 1900 enunciò 23 problemi che avrebbero dovuto fare da guida nella matematica novecentesca. Molti di questi problemi sono stati risolti, positivamente o negativamente, ma restano aperti l'ottavo e il dodicesimo. Hilbert fu un matematico di prim'ordine. Dimostrò il teorema di finitezza e studiò le equazioni integrali introducendo gli spazi di Hilbert. La sua opera più importante fu comunque un'assiomatizzazione completa e rigorosa della geometria ottenuta nel suo Grundlagen der Geometrie.

### Teoria degli insiemi
Nel 1901 invece Bertrand Russell (1872-1970) espose, in una lettera a Frege, il cosiddetto paradosso di Russell che metteva in discussione la sua formulazione della teoria degli insiemi e dunque della matematica. Questa scoperta portò Ernst Zermelo e Adolf Fraenkel a riformulare la teoria su base assiomatica: il cosiddetto sistema di assiomi di Zermelo-Fraenkel. Solitamente a questi viene aggiunto anche l'assioma della scelta senza il quale non si possono dimostrare alcuni importanti teoremi (il sistema risultante è solitamente chiamato ZFC). L'indipendenza di questo assioma dal sistema di Zermelo-Fraenkel è stata provata da Paul Cohen nel 1963. Anche Russell cercò parallelamente di rifondare la matematica su degli assiomi. Insieme a Alfred North Whitehead scrisse il monumentale Principia Mathematica. Il "fallimento" di queste impostazioni assiomatiche (inclusa quella tentata da Giuseppe Peano) fu decretato nel 1931 da Kurt Gödel (1906-1978) con il suo famoso teorema di incompletezza, secondo il quale in ogni sistema assiomatico coerente esistono proposizioni indecidibili (che non possono essere né dimostrate né confutate). Lo sgomento causato dal teorema aumentò quando Gödel e Cohen dimostrarono che l'ipotesi del continuo è indipendente dal sistema di assiomi di Zermelo-Fraenkel.

### Analisi
In analisi Henri Lebesgue riformulò nel 1902 il concetto di integrale introducendo la misura di Lebesgue (integrale di Lebesgue). Ciò comporta un ampliamento della classe delle funzioni integrabili rispetto alla definizione data da Riemann. Furono poi introdotte funzioni improprie come la funzione gradino di Heaviside e la funzione delta di Dirac. Tramite il concetto di distribuzione Laurent Schwartz estese il concetto di derivata alle funzioni integrabili secondo Lebesgue. Abraham Robinson definì i numeri iperreali, estensione di quelli reali con cui diede vita alla cosiddetta Analisi non standard che recupera, definendoli in modo rigoroso, molti dei concetti intuitivi usati da Leibniz come quello di infinitesimo. Successivamente furono introdotti i numeri surreali.

### Algebra
Ernst Steinitz apportò importanti contributi all'algebra e allo studio dei campi. Ciò portò a una classificazione dei campi algebricamente chiusi. La classificazione dei gruppi semplici finiti fu invece più difficoltosa. Daniel Gorenstein annunciò il programma per la loro classificazione nel 1972. Questa tenne impegnati un centinaio di matematici, tra cui John Conway (1937-2020), fino al 1985, anno in cui fu completata. Durante questa classificazione fu anche trovato il "Mostro", un gruppo semplice costituito da circa {\displaystyle 10^{53}} elementi. Si è scoperto poi che le strutture algebriche hanno molta importanza nella fisica delle particelle.

### Topologia
Uno dei campi di studio principali del secolo fu la topologia. Nel 1910 Luitzen Brouwer dimostrò l'importante teorema del punto fisso. Si iniziarono a studiare le superfici minime ottenendo risultati importanti come la risoluzione del problema di Plateau. In topologia differenziale, John Milnor scoprì che una varietà topologica può ammettere più strutture differenti come varietà differenziale. Stephen Smale risolse la congettura di Poincaré per tutte le dimensioni superiori a 5. La dimostrazione fu quindi estesa in dimensione 5, e in dimensione 4 da Michael Freedman all'inizio degli anni 80. Nello stesso periodo William Thurston introdusse nuove prospettive geometriche nello studio delle varietà tridimensionali, culminanti nella Congettura di geometrizzazione. Nel ventesimo secolo ci si interessò anche alla Teoria dei nodi, e si cercò di classificarli introducendo nuovi invarianti.

### Teoria dei numeri
Anche la teoria dei numeri ricevette un grande impulso. Srinivasa Ramanujan (1887-1920) dimostrò molti importanti teoremi e formule. Tra queste molte che consentono di calcolare pi e la funzione di partizione. Introdusse la funzione mock theta. Aleksandr Gel'fond dimostrò il teorema di Gel'fond, risolvendo parzialmente la congettura sui numeri trascendenti contenuta nel settimo problema di Hilbert. Atle Selberg (1917-2007) e Paul Erdős (1913-1996) dettero nel 1949 una dimostrazione elementare del teorema dei numeri primi. Erdös fu un matematico molto prolifico. Operò soprattutto in teoria dei numeri, calcolo combinatorio e teoria dei grafi ottenendo risultati importanti. In suo onore i matematici hanno definito il numero di Erdős. Nel 1994, dopo anni di lavoro, Andrew Wiles dimostrò l'Ultimo teorema di Fermat. La sua dimostrazione usa molte tecniche di algebra moderna. Alcuni di questi strumenti erano stati oggetto di lavoro di André Weil, un matematico che si era interessato di equazioni diofantee, curve ellittiche e gruppi di Lie.

### Geometria

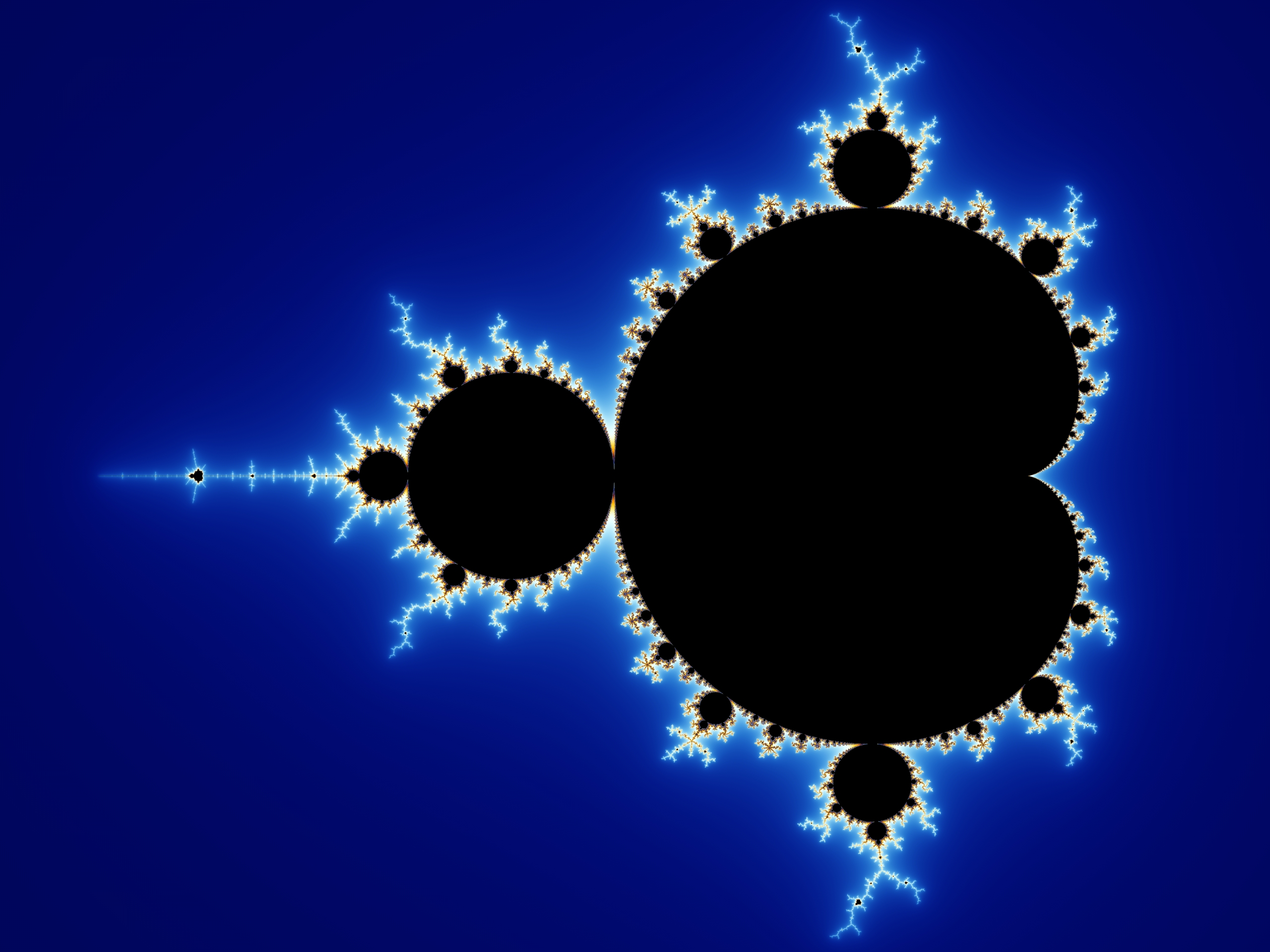
Il frattale di Mandelbrot

In geometria, dopo la classificazione dei 230 gruppi di simmetria spaziali e dei 7 lineari, furono classificati i 17 tipi di simmetrie planari e si iniziò a studiare le tassellature. Roger Penrose scoprì la tassellatura di Penrose che copre il piano in modo aperiodico. Alain Connes sviluppò la geometria non commutativa. Due importanti congetture sono state risolte usando in modo massiccio il computer: la congettura di Keplero (1998) riguardante gli impacchettamenti sferici e il Teorema dei quattro colori (1976) secondo il quale ogni mappa più essere colorata senza che due regioni confinanti abbiano lo stesso colore usando soltanto 4 colori. L'uso del computer è stato fondamentale nello studio dei frattali, curve dotate di area finita e perimetro infinito che non hanno dimensione intera. Questo studio, iniziato all'inizio del secolo da Gaston Julia (insieme di Julia) e Helge von Koch (curva di Koch) e incagliatosi per le difficoltà di calcolo fu ripreso da Benoît Mandelbrot (1924-2010) negli anni ottanta. Si deve a Mandelbrot la definizione degli oggetti frattali, fra questi il famoso insieme di Mandelbrot, oltre alle applicazioni in vari campi, fra cui l'economia.

### Informatica
Alan Turing (1912-1954), considerato uno dei padri dell'informatica, introdusse idee fondamentali per il successivo nascere di questa materia. Introdusse i concetti di macchina di Turing e Test di Turing. I suoi lavori sono alla base dell'Intelligenza artificiale. Durante la Seconda guerra mondiale aiutò gli alleati a decifrare i messaggi in codice nazisti. Dopo la guerra, in quanto omosessuale, fu costretto a subire una cura ormonale che lo portò al suicidio. John von Neumann (1903-1957), una figura dominante nella matematica novecentesca, invece introdusse l'importante concetto di architettura di von Neumann e studiò la possibilità di una macchina autoreplicante. Successivamente George Dantzig introdusse il metodo di programmazione lineare chiamato metodo del simplesso. Claude Shannon sviluppò la teoria dell'informazione. Grazie alla sua analisi del gioco degli scacchi oggi i computer possono vincere giocando a scacchi con dei campioni.

### Teoria dei giochi ed economia

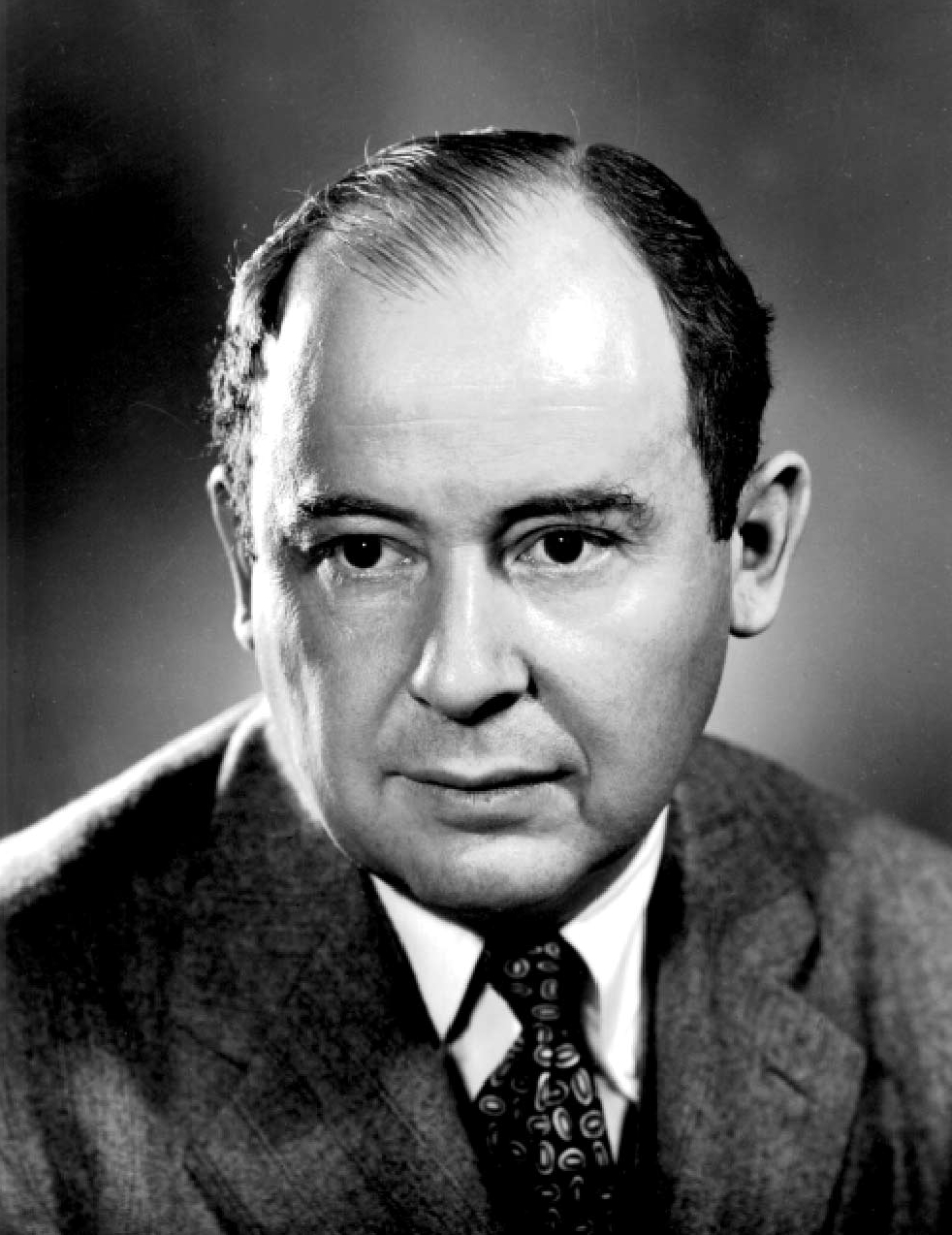
John von Neumann

A Von Neumann, ed in buona parte anche a Morgenstern, si deve anche lo sviluppo della teoria dei giochi. La teoria dei giochi si occupa della modellizzazione di una situazione di interazione strategica ed analizza quali possano essere le strategie migliori da utilizzare. Tra i più importanti lavori di von Neumann in questo campo c'è la dimostrazione del teorema di minimax. Successivamente John Nash (1928-2015) introdusse il concetto fondamentale di equilibrio di Nash, importante anche in economia. Strettamente connessa alla teoria dei giochi è la trattazione matematica dell'economia già iniziata negli ultimi anni del secolo precedente. Nel secondo dopoguerra vi è stato uno straordinario sviluppo dei metodi matematico-formali in economia, in particolare utilizzando la teoria dei giochi: fra i risultati più significativi, il teorema di esistenza dell'equilibrio economico generale, dimostrato da Kenneth Arrow e Gérard Debreu.
Andrey Nikolaevich Kolmogorov riuscì, facendo ricorso alla misura di Lebesgue, ad assiomatizzare il calcolo delle probabilità. Von Neumann invece assiomatizzò la meccanica quantistica. Nel ventesimo secolo si iniziò ad analizzare matematicamente la struttura del linguaggio. Axel Thue definì in termini matematici il concetto di grammatica. Noam Chomsky classificò invece i vari tipi di linguaggi in base al tipo di produzioni grammaticali permesse.
Edward Norton Lorenz, studiando metodi per la previsione del tempo atmosferico, scoprì il cosiddetto attrattore di Lorenz, dando così inizio alla teoria del caos. Questa studia i sistemi caotici, quei sistemi, cioè, in cui piccole variazioni delle condizioni iniziali portano a variazioni consistenti nel tempo. La teoria ha importanti applicazioni nella meteorologia.

### Filosofia matematica
Nel novecento si crearono due scuole di pensiero opposte riguardo al significato della matematica. I realisti (Kurt Gödel) credono che le entità matematiche in qualche modo esistano e che le verità matematiche siano verità assolute. Invece i formalisti (David Hilbert) credono che gli enunciati matematici siano in realtà conseguenze di alcuni assiomi e regole deduttive e che gli enunciati matematici non abbiano una validità assoluta ma limitata al sistema preso in considerazione.
Si crearono poi le scuole di pensiero costruttivista e intuizionista. Queste correnti di pensiero rigettano alcuni principi matematici come il principio del terzo escluso e l'infinito attuale (e di conseguenza tutti gli algoritmi infiniti). L'intuizionismo, sviluppato da Luitzen Brouwer, in particolare sostiene che i principi fondamentali della matematica siano nella intuizione individuale e nella mente del matematico.

## XXI secolo
A imitazione dei problemi di Hilbert, nel 2000 l'Istituto matematico Clay ha compilato una lista di sette problemi per il millennio, offrendo un milione di dollari per la risoluzione di ciascuno di essi. L'unico ad essere stato risolto di questi è la congettura di Poincaré; essa è stata dimostrata nel 2006 da Grigorij Perelman, il quale ha però rifiutato il premio e la medaglia Fields. Tra i problemi del millennio vi sono anche alcuni problemi matematici tutt'oggi (2022) irrisolti come l'Ipotesi di Riemann e il problema P contro NP. Restano ancora irrisolte anche la congettura di Goldbach e la congettura dei numeri primi gemelli.